# Erfurt
 (mai 2025).
Si vous disposez d'ouvrages ou d'articles de référence ou si vous connaissez des sites web de qualité traitant du thème abordé ici, merci de compléter l'article en donnant les références utiles à sa vérifiabilité et en les liant à la section « Notes et références ».
Erfurt est une ville d'Allemagne, capitale de la Thuringe, évêché catholique et ville universitaire, fondée au VIIIe siècle, traversée par la rivière Gera.
Erfurt est la plus grande ville de Thuringe et l’une des trois métropoles régionales (Oberzentren (de)) aux côtés de Gera et Iéna. Outre l’administration régionale, Erfurt est le siège d’institutions importantes : le tribunal fédéral du travail, l’université d’Erfurt et l’évêché, dont la cathédrale (Erfurter Dom) constitue aux côtés du Krämerbrücke l’un des principaux monuments de la ville. La ville possède en outre un important noyau médiéval avec de nombreuses maisons à colombages et plus de vingt églises anciennes.
Sa situation sur l'importante route commerciale reliant le Rhin à la Russie lui permit de devenir, dès le Moyen Âge, une place commerciale de premier plan au point de faire partie de la Ligue hanséatique au XVe siècle.

## Géographie

### Cadre géographique

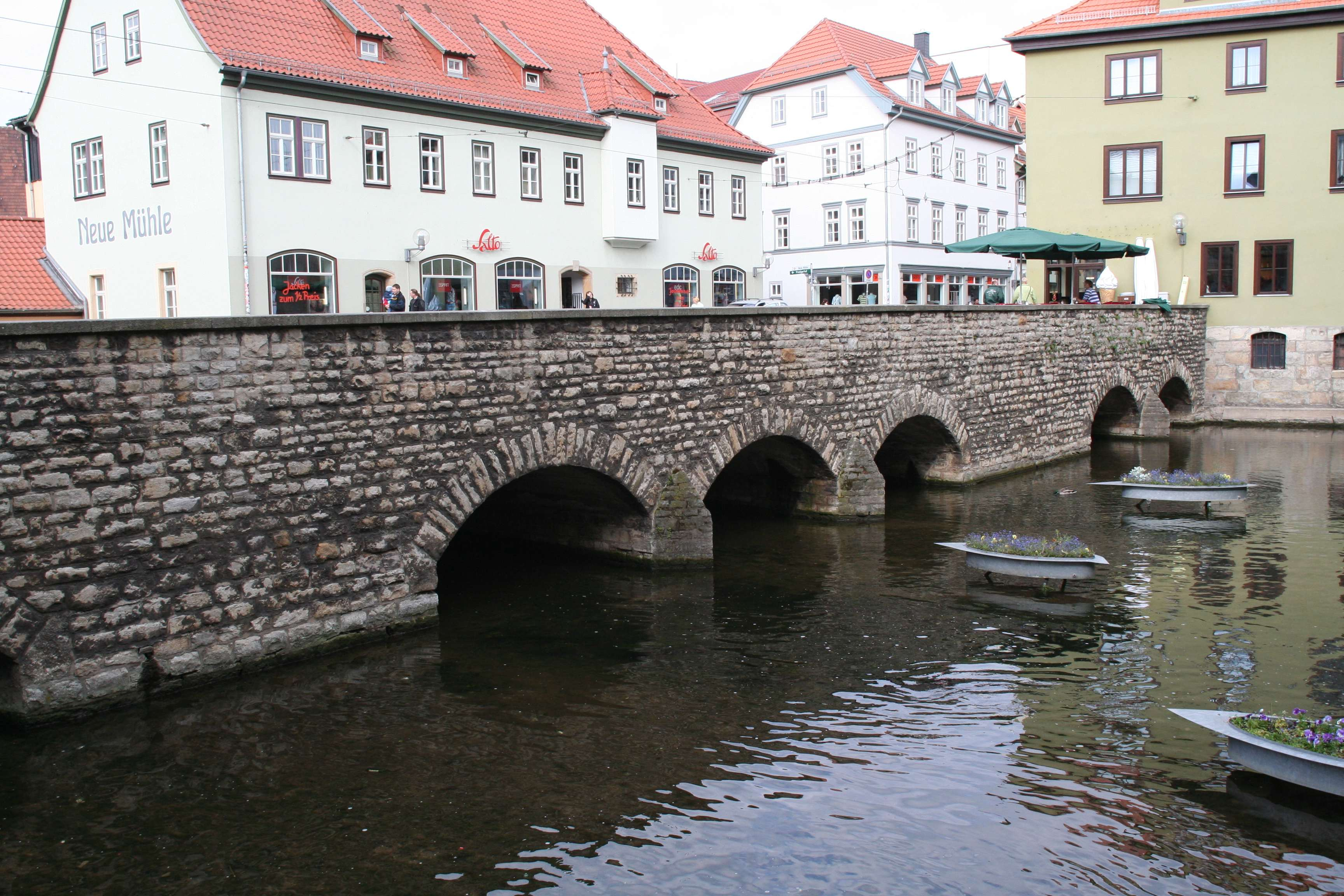
La rivière Gera.

Erfurt est située au centre du land de Thuringe, à 85 km du centre géographique de l'Allemagne, au sud du bassin de Thuringe. La rivière Gera, affluent de l'Unstrut, qui appartient au bassin fluvial de l'Elbe, arrose le centre de la vieille ville tandis qu'à l'ouest du territoire communal s'écoule la Nesse, affluent de l'Hörsel, dépendant elle du bassin de la Weser. L'Apfelstädt venant de la forêt de Thuringe se jette dans la Gera, au sud-ouest d'Erfurt, dans le village de Molsdorf.
La ville est adossée au sud sur les hauteurs boisées de la forêt de Steigerwald ainsi que sur la forêt de Thuringe un peu plus au sud. Son altitude minimale est de 158 m près du village de Stotternheim au nord et son altitude maximale approche les 430 m au sud-est aux alentours de Windischholzhausen.
La commune d'Erfurt s'étend sur 21 km du nord au sud et sur 22,4 km d'ouest en est. Les villes les plus proches sont Weimar à l'est, Gotha à l'ouest, Arnstadt au sud et Sömmerda au nord.

### Environnement
Erfurt se trouve à 95 km de Leipzig et à 85 km de Halle (Saale) au sud-est, à 40 km à l'ouest d'Iéna, à 110 km de Kassel et à 95 km de Göttingen au nord-est, à 180 km à l'est de Francfort-sur-le-Main et à 160 km au nord de Nuremberg.

### Morphologie urbaine
Contrairement à la plupart des autres villes allemandes de taille comparable, Erfurt ne possède pratiquement pas de banlieues et ne fait pas non plus partie d'une conurbation. Elle a donc développé des coopérations régionales avec les autres villes thuringeoises. Ayant peu souffert des bombardements de la Seconde Guerre mondiale, la densité urbaine est importante dans le centre de la ville et les lieux de promenade préférés des citadins sont proches, que ce soit les forêts (superficie de 43 km2) ou les lacs de Stottenheim au nord.
D'autre part, Erfurt possède 167 km2 de riches terres agricoles.

### Climat
Erfurt possède un climat de type continental. Marqué par sa position au sud du bassin de Thuringe et au nord de la Forêt de Thuringe et du massif du Harz avec ses altitudes proches des 1 000 m, le climat d'Erfurt est assez sec. La station météo d'Erfurt se trouve dans le village de Bindersleben (de) à 375 m d'altitude.
De 1961 à 1990, la température moyenne annuelle est de 7,9 °C avec des températures oscillant entre +2 °C et −2 °C en janvier, mois le plus froid, et 14 °C et 24 °C en juillet, mois le plus chaud.
De même, la moyenne annuelle des précipitations fait état de 500 mm de pluie, le mois le plus sec étant janvier et le plus humide juin. Erfurt bénéficie d'un ensoleillement de 1 600 heures. Les vents, soufflant principalement du sud-ouest ont une vitesse moyenne de 4 m/s en été et de 6 m/s en hiver.
Depuis 1970, les statistiques climatiques font état d'un réchauffement de 0,8 °C en moyenne, et d'une baisse de 10 % de la pluviométrie.
| Mois                              | jan. | fév. | mars | avril | mai  | juin | jui. | août | sep. | oct. | nov. | déc. |
| --------------------------------- | ---- | ---- | ---- | ----- | ---- | ---- | ---- | ---- | ---- | ---- | ---- | ---- |
| Température minimale moyenne (°C) | −3,1 | −2,9 | 0,3  | 2,8   | 7,1  | 10,2 | 12,1 | 12   | 9,1  | 5,1  | 0,9  | −1,5 |
| Température maximale moyenne (°C) | 2,2  | 3,2  | 7,8  | 12,2  | 17,5 | 20,1 | 22,5 | 22,7 | 18,3 | 12,7 | 6,4  | 3,4  |
| Précipitations (mm)               | 24,7 | 23,8 | 35,5 | 40,3  | 54,8 | 60,8 | 62,5 | 52,8 | 40,5 | 36,8 | 37,5 | 31,5 |

### Administration

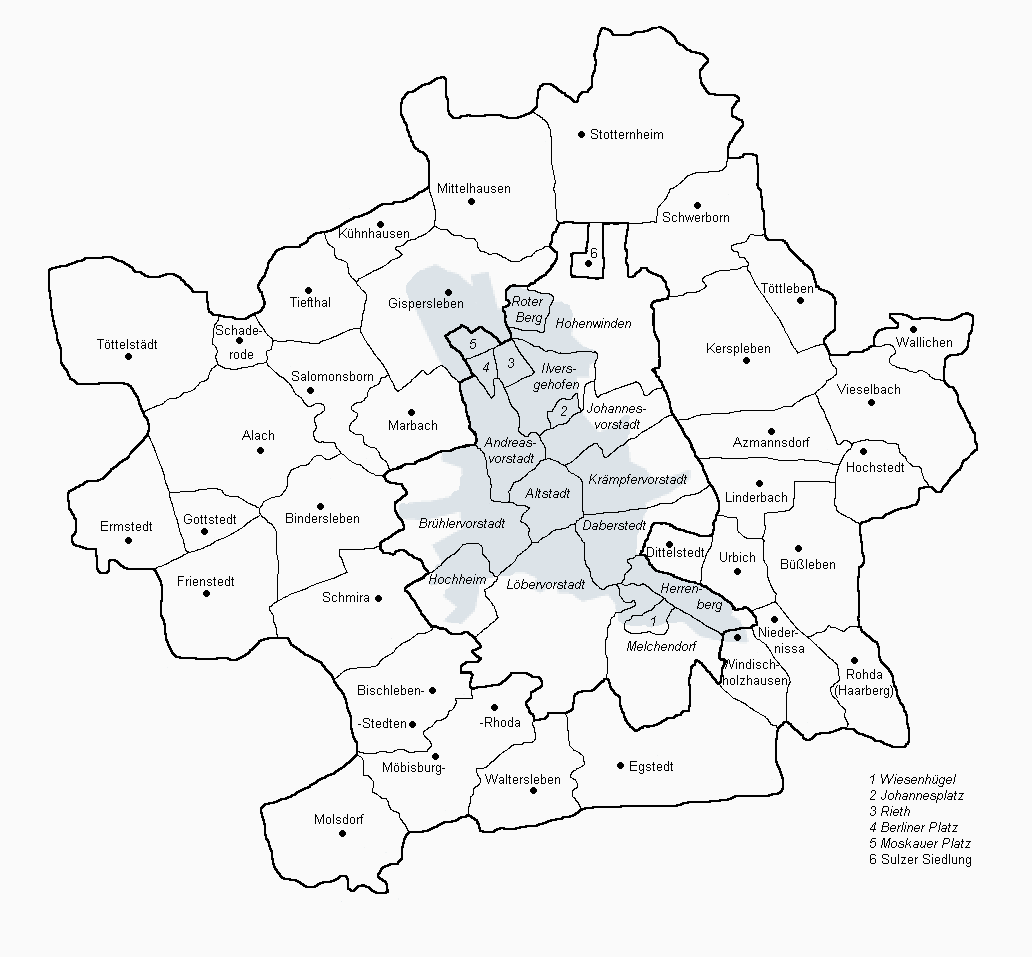
Les différents quartiers d'Erfurt.

Erfurt est divisée en 53 quartiers, dont 17 sont des quartiers urbains et 36 des villages appartenant aux anciennes communes incorporées à Erfurt au cours du XXe siècle. Jusqu'en 1873, Erfurt était enfermée dans ses remparts du XIVe siècle et les faubourgs s'étaient développés près des portes de la ville. La forteresse de Petersberg (de) à l'ouest du centre historique ainsi que la citadelle de Cyriaksburg (de) au sud-ouest (de nos jours un grand parc botanique) en faisaient partie ainsi que le cours canalisé de la Gera au sud.

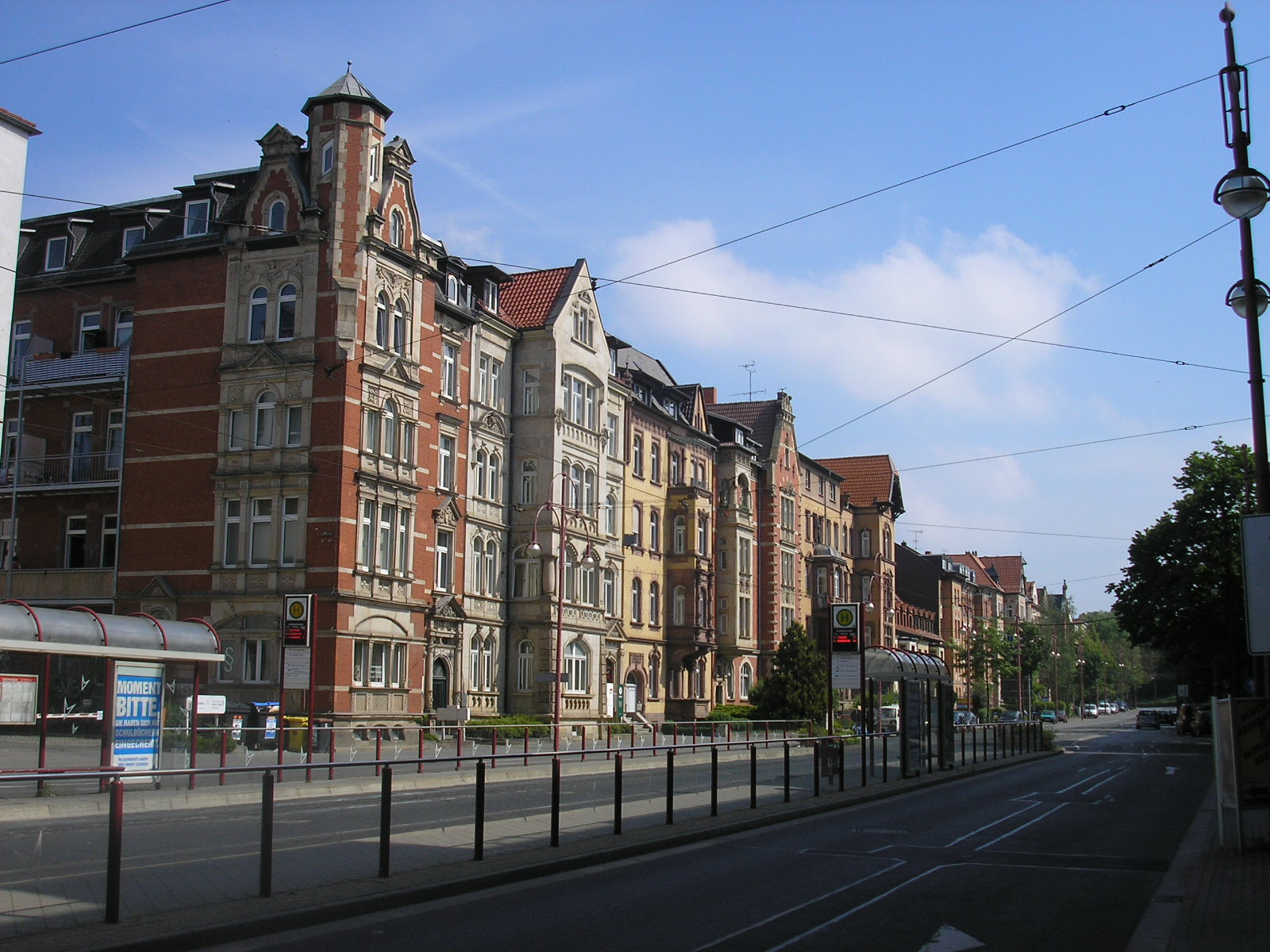
Architecture début du XXe siècle.

Le centre de la ville historique (Altstadt (de)) était le marché aux Poissons (Fischmarkt (de)) La destruction des remparts entraîna la création de boulevards et de nouveaux faubourgs alternant quartiers ouvriers comme Krämpfervorstadt (de) et Johannesvorstadt (de) à l'est ou résidentiels comme Löbervorstadt (de) et Brühlervorstadt (de) au sud. Aujourd'hui, cette ceinture de constructions prussiennes est pratiquement intacte, chose rare en Allemagne. Les nouvelles banlieues construites à l'époque est-allemande ont été construites au nord autour d'Ilversgehofen, première commune incorporée en 1911 à partir de 1969 et au sud-est à partir de 1979.
Depuis 1990, plusieurs de ces grands ensembles préfabriqués ont été détruits et remplacés par des espaces verts.
Communes incorporées au territoire d'Erfurt (population en 2009) :
- 1813 : Daberstedt (13 428) ;
- 1911 : Ilversgehofen (10 823) ;
- 1938 : Hochheim (de)[6] (2 649), Melchendorf (de)[6] (10 211) ;
- 1950 : Bischleben-Stedten (de)[7] (1 676), Dittelstedt (de)[6] (722), Rhoda (de)[7]-Möbisburg (de)[6] (1 095), Bindersleben (de)[6] (1 333), Gispersleben[6] (4 123), Marbach (de)[6] (3 750), Schmira (de)[6] (935) ;
- 1994 : Alach[6] (1 012), Ermstedt (de)[6] (456), Frienstedt (de)[6] (1 343), Gottstedt (de)[6] (225), Salomonsborn (de)[6] (1 117), Schaderode (de)[6] (290), Azmannsdorf (de)[8] (351), Büßleben (de)[6] (134), Egstedt (de)[6] (496), Hochstedt (de)[8] (285), Kerspleben (de)[8] (1 710), Kühnhausen[6] (1 152), Linderbach (de)[8] (781), Mittelhausen (de)[8] (1 084), Molsdorf (de)[7] (550), Niedernissa (de)[6] (1 560), Rohda (de)[6] (299), Schwerborn (de)[8] (592), Stotternheim[8] (3 402), Tiefthal (de)[6] (1 101), Töttleben (de)[8] (321), Urbich (de)[6] (1 130), Töttelstädt (de)[7] (633), Vieselbach[8] (2 215), Windischholzhausen[6] (1 639), Wallichen (de)[8] (164), Waltersleben (de)[6] (435).

### Communes limitrophes
- Est, arrondissement du Pays-de-Weimar : Niederzimmern, Nohra, Mönchenholzhausen, Kattbach.
- Sud, arrondissement d'Ilm : Kirchheim, Rockhausen, Ichtershausen.
- Ouest, arrondissement de Gotha : Nesse-Apfelstädt, Nottleben, Zimmernsupra, Bienstädt.
- Nord, arrondissement de Sömmerda : Elxleben, Walschleben, Riethnordhausen, Nöda, Alperstedt, Großrudestedt, Udestedt, Kleinmölsen, Großmölsen.

## Histoire
| Appartenances historiques Saint-Empire 962-1664 Électorat de Mayence 1664–1806 Principauté d'Erfurt 1806–1814 Royaume de Prusse (Province de Saxe) 1815–1918 République de Weimar 1918–1933 Reich allemand 1933–1945 Allemagne occupée 1945–1949 République démocratique allemande 1949–1990 Allemagne 1990–présent |

Les premières traces de peuplement dans la région d'Erfurt datent de l'époque paléolithique. Des fouilles entreprises sur le site de Melchendorf ont révélé la présence de traces néolithiques.
Aux alentours de l'année 480, la tribu germanique des Thuringi qui donneront leur nom à la région est signalée à Erfurt.

### Moyen Âge
La première mention écrite de la ville dans un document officiel date de 742. Il s'agit d'une lettre de Boniface de Mayence au pape Zacharie dans laquelle Boniface demande la confirmation de la création de l'évêché d'Erphesfurt. On peut légitimement supposer qu'existait déjà à cette époque une agglomération importante à cet endroit puisqu'on y créait un évêché. Le diocèse d'Erfurt fusionne avec le diocèse de Mayence en 755.
Au début du IXe siècle, Erfurt est une importante place de commerce située à la frontière de l'Empire carolingien. Charlemagne est à l'origine de la construction de la première église dédiée à la Vierge en 805. La ville abrite un palais impérial (Königspfalz) qui est souvent utilisé par les Carolingiens et les Ottoniens. Plusieurs Diètes d'Empire s'y tiennent, notamment en 1181 et 1183. C'est là qu'en 1181, le duc de Bavière Henri le Lion est mis au ban de l'Empire par l'empereur Frédéric Barberousse et condamné à un exil de trois ans.
En 1184, Henri VI du Saint-Empire séjourne à Erfurt.

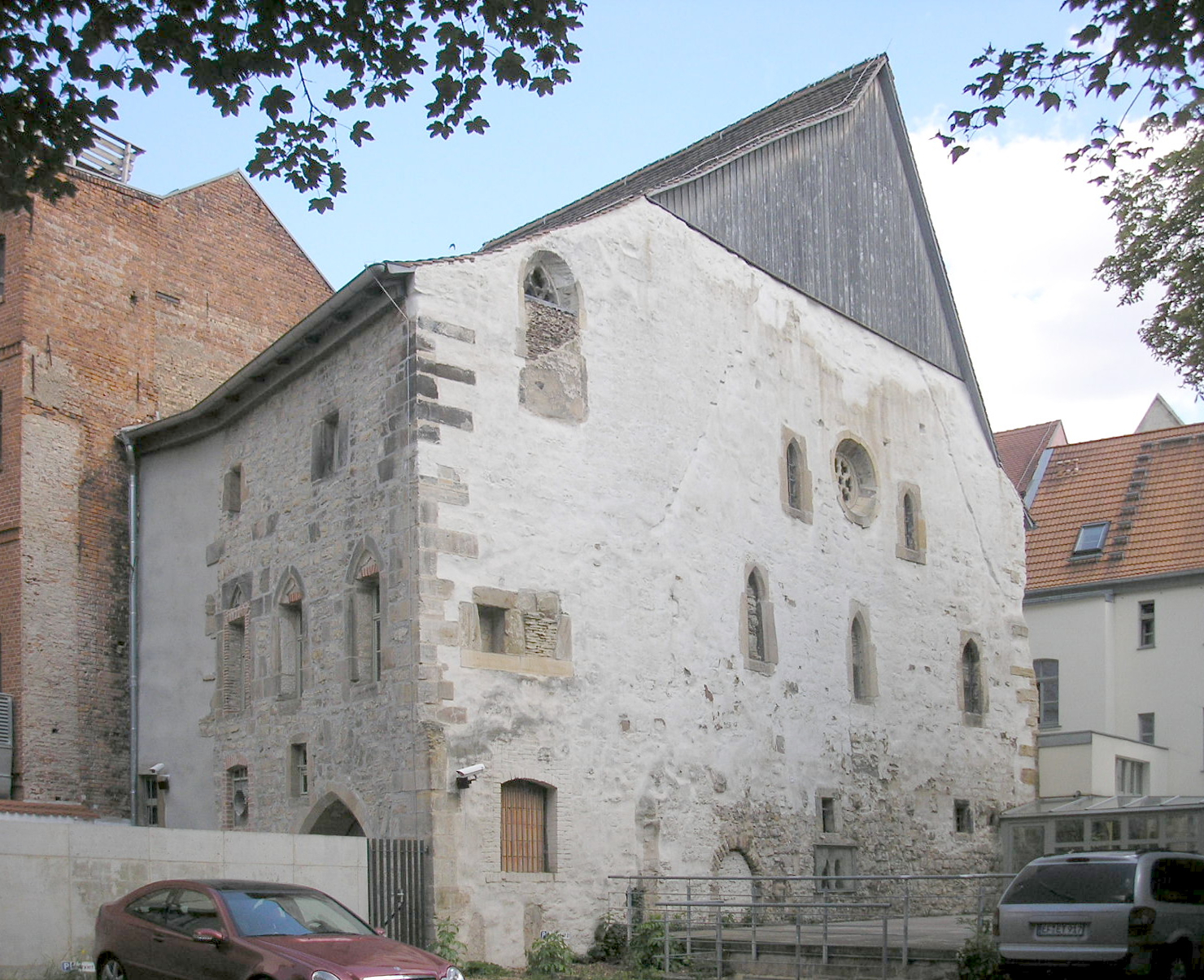
L'ancienne synagogue d'Erfurt.

La ville compte à cette même époque une communauté juive qui construit en 1094 une synagogue qui existe toujours et est donc la plus ancienne d'Europe. Cette communauté existe jusqu'au Massacre d'Erfurt (1349) qui décima la communauté juive de la ville. On a découvert en 1998 un trésor (en) constitué d'objets précieux qui montrent bien l'importance de la vie juive de cette époque.
Durant le XIVe et le XVe siècles, Erfurt, qui compte entre 18 000 et 20 000 habitants, est une des plus grandes cités (derrière Cologne, Nuremberg et Magdebourg) de l'Empire romain germanique et atteint le sommet de son développement économique, culturel et politique au Moyen Âge. Elle est notamment enrichie par le commerce du pastel dont les négociants financent la création de l'université.

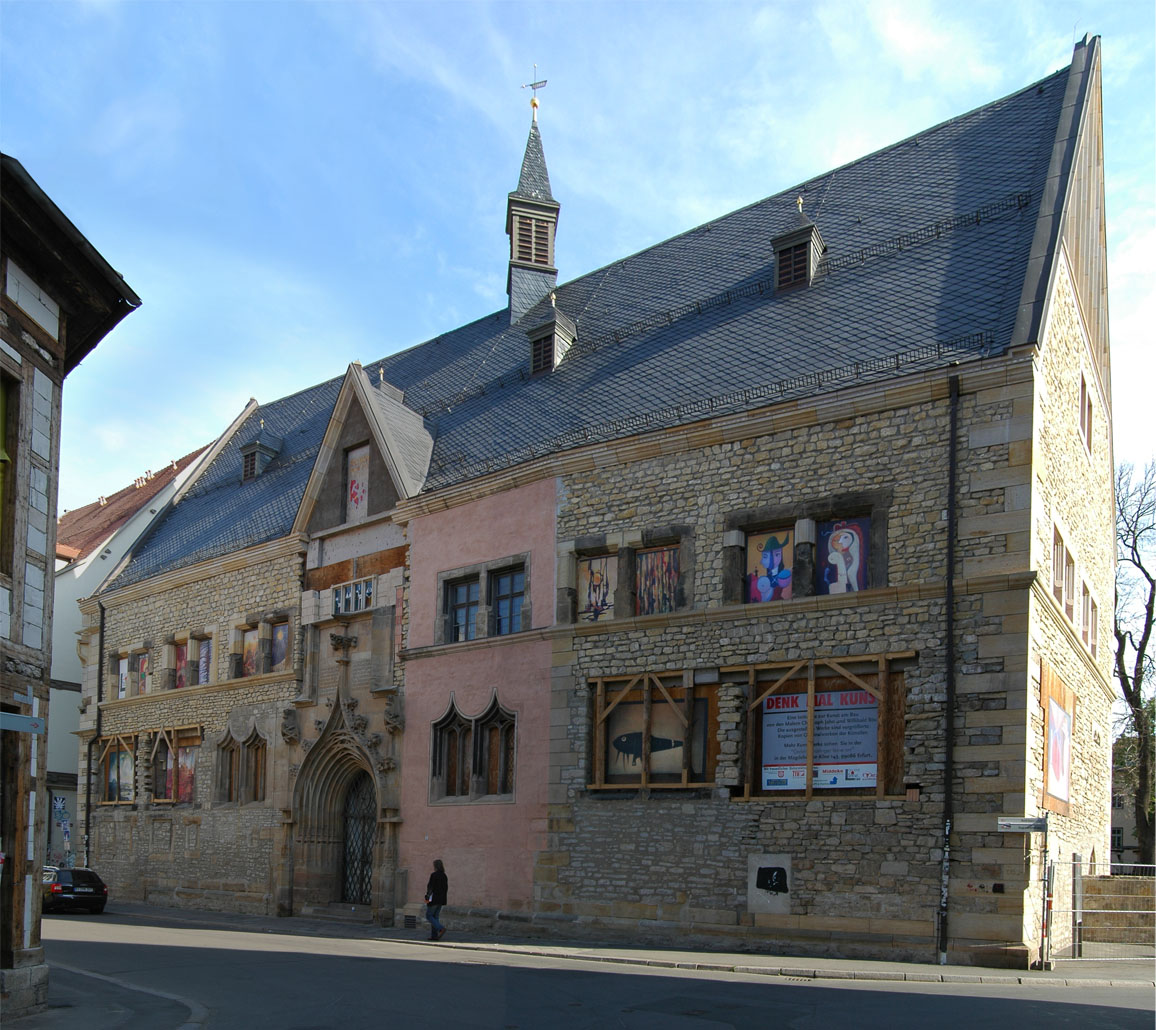
Le Collegium Maius, siège de l'université en 1392.

L'empereur Louis IV du Saint-Empire lui octroie en 1331 le privilège d'organiser des foires.
Dès le XIIIe siècle, Erfurt était un des plus grands centres d'étude de l'Empire. Pendant la première moitié du XIVe siècle, son école est considérable et, en 1392 y est créée par le pape Urbain VI la troisième université d'Allemagne (après Heidelberg et Cologne). Ses privilèges de fondation datant de 1379 et ayant été accordés par Clément VII, elle pourrait même être considérée comme la première université allemande.

### Les Temps modernes
C'est au couvent des Augustins d'Erfurt que Luther prend la tonsure, contre la volonté de son père, le 17 juillet 1505. Il y reste trois ans, avant d'aller étudier à Wittenberg après son ordination.
En 1664, la ville est prise par les troupes françaises de Louis XIV alliées aux troupes de l'archevêque de Mayence Jean-Philippe de Schönborn et la région passe sous la domination de l'électorat de Mayence. Elle est administrée avec l'Eichsfeld par un gouverneur de Mayence qui loge à la Chancellerie (Kurmainzischen Statthalterei, aujourd'hui Thüringer Staatskanzlei (de)), palais baroque situé au centre de la ville.

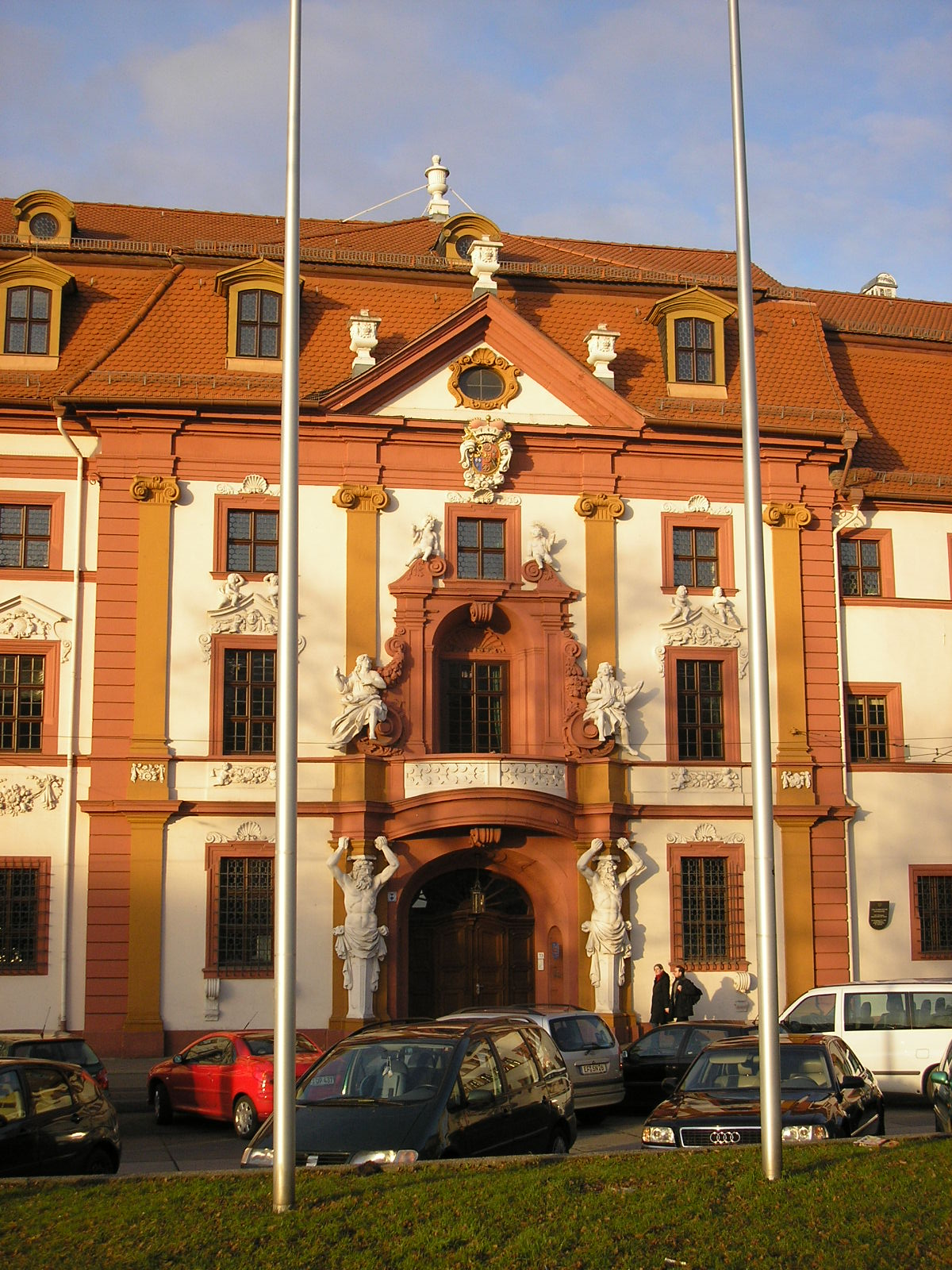
La chancellerie.

La ville souffre d'une terrible épidémie de peste qui emporte la moitié de ses habitants en 1683.

### Guerres impériales
Lors du Recès d'Empire de 1803 et comme dédommagement, après un accord entre la France et la Prusse, Erfurt est donné au roi de Prusse. Cependant, après la guerre de 1806 et les défaites prussiennes d'Iéna et Auerstaed, les troupes impériales entrent dans la ville le 16 octobre 1806. Ses 12 000 défenseurs, et la forteresse de Petersberg sont remis aux Français. Erfurt est prise à la Prusse et devient la capitale de la principauté d'Erfurt et elle dépend directement de l'Empereur.
En 1808, Napoléon Ier et le tsar Alexandre s'y donnent rendez-vous dans le but de renouveler l'alliance qui existait entre eux depuis le traité de Tilsit.
Erfurt est assiégée et prise par les troupes autrichiennes, prussiennes et russes en 1814.
Au congrès de Vienne, en 1815, Erfurt est incorporée au royaume de Prusse tandis que le reste de la principauté rejoint le grand-duché de Saxe-Weimar-Eisenach.

### LeXIXesiècle
Durant tout le XIXe siècle, Erfurt s'industrialise. Les entreprises de constructions mécaniques se multiplient ainsi que les cultures maraîchères. C'est à cette époque que la culture du haricot se développe et que les habitants d'Erfurt trouvent leur surnom de Puffbohnen (haricots), surnom très populaire de nos jours.
La ville a été le siège de l'échec de l'Union d'Erfurt sous la conduite de la Prusse qui prévoyait une sorte de confédération des États allemands en 1850.
Le programme d'Erfurt a été adopté par le Parti social-démocrate d'Allemagne lors de son congrès à Erfurt en 1891.

### LeXXesiècle
En 1906, Erfurt qui dépasse les 100 000 habitants acquiert le statut de grande ville (Großstadt).
3 579 de ses citoyens périssent pendant la Première Guerre mondiale. La ville n'est pas intégrée au land de Thuringe formé en 1920 sur le refus de l'État libre de Prusse de perdre la ville. La capitale de la Thuringe sera alors Weimar.
En 1933, les nazis arrivent au pouvoir. Aux élections de mars, le NSDAP obtient 45 % des voix, le Parti communiste (KPD) 20,1 %, les sociaux-démocrates du SPD 13,3 %, les conservateurs de droite du DVP 12,9 % et les centristes 4,7 %.
En 1938, la ville est devenue l'une des plus grandes villes de garnison du Reich. Pendant la Nuit de Cristal, la synagogue est incendiée, la communauté juive de la ville compte alors un peu plus de 800 personnes ; beaucoup vont essayer d'émigrer, les autres seront déportées et assassinées.
Entre 1939 et 1945, de 10 000 à 15 000 prisonniers de guerre sont utilisés comme travailleurs forcés dans les usines locales. Erfurt subit 27 attaques aériennes qui causent la mort de 1 600 personnes. Comparativement aux autres grandes villes allemandes, les destructions sont relativement moins grandes (17 % seulement). Les ruines de l'église des Cordeliers (Barfüßenkirche (de)), détruite le 26 novembre 1944 subsistent aujourd'hui.
Le 12 avril 1945, la ville est prise par la IIIe Armée américaine de George Patton. Le 3 juillet, les troupes américaines quittent la ville, qui a été attribuée à la zone d'occupation soviétique et fera de ce fait partie de l'Allemagne de l'Est.
Les travaux de déblaiements et de reconstruction commencent. En 1948, Erfurt devient la capitale du nouveau land de Thuringe. Lorsque celui-ci est supprimé en 1952, Erfurt devient le chef-lieu du district homonyme.
À la fin des années 1960, le quartier de Krämpfer, situé à l'est de la ville, est démoli pour laisser la place à de grands ensembles (tours de 11 à 16 étages, barres de 120 m de long). 17 000 appartements sont construits jusqu'aux années 1980.
Le 19 mars 1970, le chancelier ouest-allemand Willy Brandt et le président du Conseil des ministres est-allemand Willi Stoph se rencontrent à Erfurt. Il s'agit de la première réunion du genre depuis la division de l'Allemagne. Willy Brandt est acclamé par la foule à la fenêtre de son hôtel face à la gare, au grand dam de ses hôtes.
En 1989, des protestations civiles empêchent la démolition du quartier d'Andreasviertel (de). D'autres manifestations suivent, comme dans les autres villes est-allemandes.
Après la réunification, la ville devient la capitale de l'État rétabli de Thuringe par un vote du Parlement de l'État en 1991. L'université d'Erfurt est refondée en 1994 ainsi que l'évêché catholique.
Le 26 avril 2002, Robert Steinhäuser tue treize enseignants, deux élèves, un policier et se suicide dans son lycée (lycée Gutenberg).

## Politique

### Conseil municipal
Le conseil municipal (Stadtrat) comprend cinquante membres.
À la suite des élections municipales (Kommunalwahlen) du 25 mai 2014, la répartition politique du conseil municipal est la suivante :
| Parti | Parti                                        | Sièges |
| ----- | -------------------------------------------- | ------ |
|       | Parti social-démocrate d'Allemagne (SPD)     | 15     |
|       | Union chrétienne-démocrate d'Allemagne (CDU) | 12     |
|       | Die Linke                                    | 11     |
|       | Alliance 90 / Les Verts (Grünen)             | 5      |
|       | Alternative pour l'Allemagne (AfD)           | 2      |
|       | Électeurs libres (FW)                        | 2      |
|       | Parti libéral-démocrate (FDP)                | 1      |
|       | Parti national-démocrate d'Allemagne (NPD)   | 1      |
|       | Parti pirate allemand (Piraten)              | 1      |

### Bourgmestre

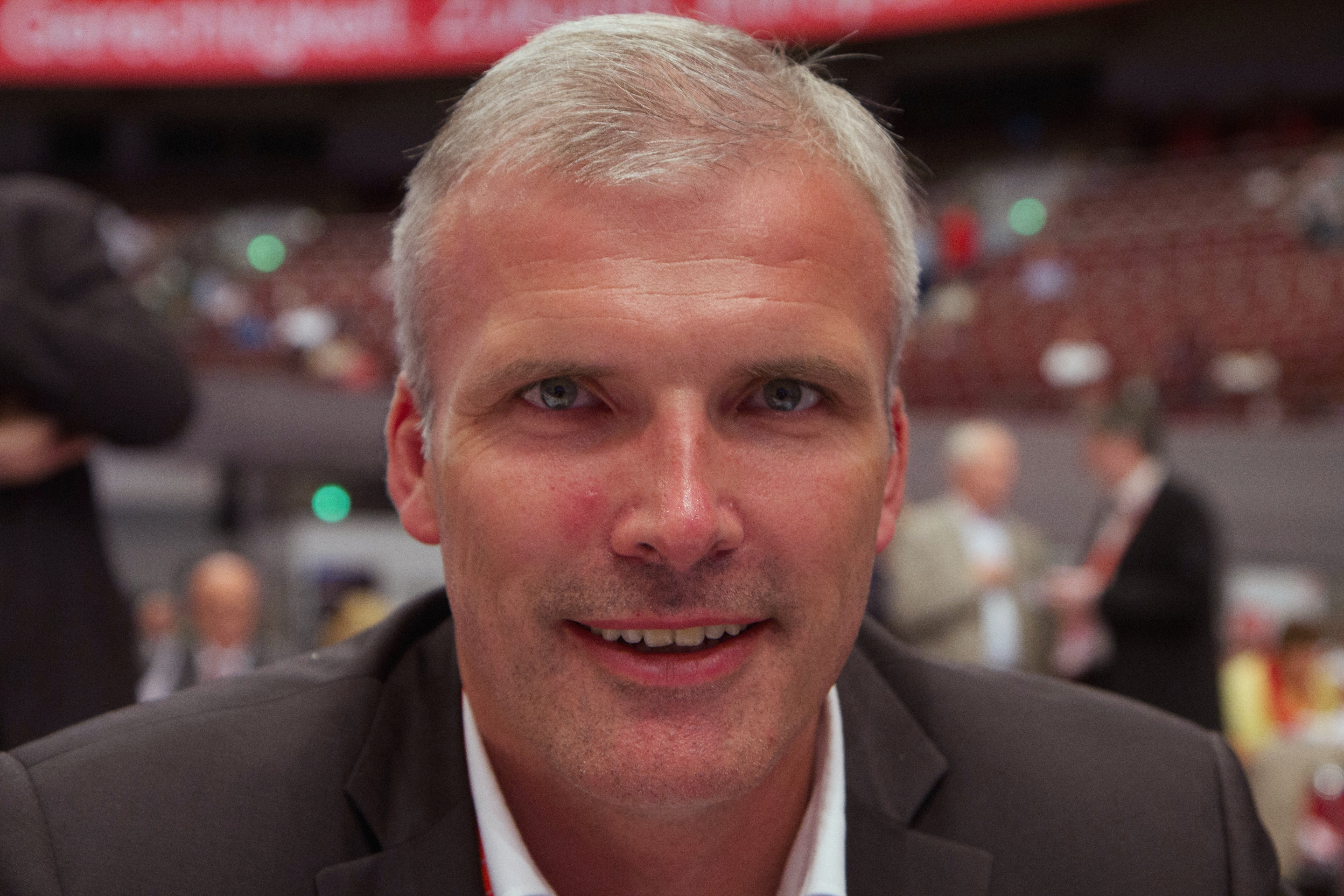
Andreas Bausewein, bourgmestre d'Erfurt.

L'exécutif de la ville d'Erfurt est dirigé par un bourgmestre (Oberbürgermeister, OB), élu au suffrage universel direct pour un mandat de six ans renouvelable. La première élection s'est tenue en juin 1994.
L'actuel bourgmestre est Andreas Bausewein, du Parti social-démocrate d'Allemagne (SPD). Il est élu pour la première fois en mai 2006, et réélu en avril 2012. Au cours des élections locales en Thuringe en 2018, Bausewein a de nouveau été candidat à la mairie d'Erfurt et a pu défendre sa fonction. Avec 30,4% des voix au premier tour de scrutin, il s'est qualifié pour le second tour et a remporté avec 58,5% des voix au second tour contre la challenger Marion Walsmann de la CDU.

### Circonscription
- Fédérale : la ville constitue la 193e circonscription fédérale pour l'élection au Bundestag. En 2013, elle est représentée par Antje Tillmann (de), de l'Union chrétienne-démocrate d'Allemagne (CDU), qui a remporté 37,1 % des voix au scrutin uninominal.
- Régionale : Erfurt est divisée en quatre circonscriptions pour le Landtag, de la 24e à la 27e. Trois sont représentées par des députés du parti Die Linke, la 26e étant celle de l'ancienne ministre régionale Marion Walsmann, de la CDU.

## Symboles de la Ville

### Armoiries

Armes d'Erfurt.

Les armes de la ville représentent une roue argentée à six rayons sur fond de gueules. Ces armoiries ont été empruntées à la ville de Mayence, Erfurt ayant fait partie de l'électorat de Mayence de 755 à 1802.
Sur le premier sceau de la ville datant du XIIe siècle était figurée une représentation de saint Martin, patron de Mayence. La roue apparaît au XVIIe siècle sur des monnaies et des imprimés.

### Devise
La devise de la ville Rendezvous in der Mitte Deutschlands peut se traduire par : « Rendez-vous au cœur de l'Allemagne ».

## Démographie
Erfurt a connu une croissance urbaine importante dès le Moyen Âge. Elle comptait 20 000 au XIVe siècle et était alors une des plus grandes villes d'Europe centrale. Sa population a ensuite stagné aux XVe et XVIe siècles. Durant la guerre de Trente Ans, Erfurt a perdu un tiers de ses habitants et, en 1683, une épidémie de peste a tué 9 400 personnes.
Au début du XIXe siècle, la ville comptait à peine plus d'habitants que quatre siècles auparavant. ce n'est qu'avec l'industrialisation qu'Erfurt a de nouveau progressé. Elle atteint le seuil des 100 000 en 1906, ce qui permet d'accéder au statut de grande ville (Großstadt). Elle a atteint son maximum de population historique en 1989, juste avant la fin de la RDA.
Depuis 1990, l'émigration, les phénomènes de « suburbanisation », la réduction du nombre de naissances, ont causé une diminution de 20 000 personnes malgré l'incorporation en 1994 de nombreuses communes.
La ville d'Erfurt comporte trois types de constructions sur son territoire communal : quartiers urbains anciens, grands ensembles et villages. Les anciens quartiers urbains comptent pour 51,9 % de la population totale et les grands ensembles pour 26,5 %.
On observe depuis 1990 un déplacement de la population vers les villages voisins qui offrent de plus grandes possibilités de construction de maisons individuelles, leur part de la population totale étant passée de 12 % en 1990 à 21,4 % à l'heure actuelle.
Erfurt, qui compte 91 011 logements au total, possède peu de maisons individuelles (5 784 seulement, ce qui représente 6,4 % des logements contre une moyenne nationale de 28,3 %). L'habitat est en effet très dense et le nombre d'appartements bien plus important que dans les autres grandes villes.

## Économie
Autrefois, que ce soit à l'époque impériale ou républicaine ou bien pendant la période de la RDA, Erfurt a été une grande ville industrielle mais beaucoup d'entreprises ont fermé après 1990 comme la firme Optima Büromaschinenwerk (de) qui fut une grande société de fabrication de matériel de bureau (6 900 employés dans les années 1960).
Aujourd'hui, de nouvelles entreprises se sont installées à Erfurt et le profil économique de la cité se modifie, plus marqué par l’administration et les services.
Erfurt est le siège de la plus grande foire des nouveaux Länder après celle de Leipzig. La Messe Erfurt (de) accueille de nombreux salons et expositions dans deux halls et un centre de congrès. la grande salle peut contenir 12 000 personnes et accueille événements sportifs et concerts.

### Entreprises erfurtoises
- Müller Weingarten (de) AG. Cette grande société de construction mécanique a été fondée en 1902 par Henry Pels (de). Confisquée en tant qu'entreprise juive par les nazis, elle est accaparée par Günther Quandt en 1936. Après la Seconde Guerre mondiale, elle est nationalisée et devient en 1953 la VEB Pressen und Schrenbau Henry Pels, intégrée en 1970 au combinat Unformtechnik. En 1985, elle compte 5 500 employés. Rachetée en 1994 par Škoda Holding, elle est aujourd'hui un sous-traitant du constructeur automobile et emploie 500 personnes.
- X-FAB. Fondée en 1936 par le groupe Telefunken, l'usine produit tubes de radios et semi-conducteurs. Intégrée au combinat Mikroelektronik, elle emploie 8 700 personnes en 1989. Privatisée en 1992 et devenue X-FAB, elle employait en 2010 600 personnes et fabrique toujours des semi-conducteurs.
- Condomi (de) AG. Fondée en 1929 par la firme Richter, cette usine produit des préservatifs. En 1945, la marque Plastina remplace Condomi. Racheté en 2005 par le groupe polonais Unimil, elle emploie 140 personnes et a repris sa marque Condomi.
- Erfurter Malzwerke (de). Fondée en 1869, cette malterie, l'une des plus anciennes malteries industrielles d'Allemagne, a été rachetée en 1993 par le groupe Getreide AG (de) Rensburg. Elle a produit en 2010 120 000 t de malt.
- Braugold (de). Brasserie née de la fusion en 1920 de Büchner, Baumann et Riebeck, elle est nationalisée en 1948. Devenue Braugold en 1956, elle est reprise par le groupe Riebeck en 1996, emploie 50 personnes et commercialise 250 000 hl de bière sous la marque Braugold.
- NL Chrestensen (de). Entreprise de graines, fleurs, bulbes, herbes médicinales fondée en 1867, elle emploie de nos jours 120 personnes et est toujours l'une des grandes entreprises allemandes du secteur.
- E.ON Thüringer Energie AG (de). Fondé en 2005, cette entreprise de distribution d'énergie emploie 1 500 personnes en Thuringe.
- Bosch Solar Energy AG. Spécialisée dans l'énergie solaire et fondée en 1991, cette société emploie 500 personnes.
- Funkwerk AG est une entreprise de télécommunications basée à Kölleda près d'Erfurt.
- IBM Deutschland Customer Support Services (de), T-Systems filiale de Deutsche Telekom, DB Systel (de), prestataires de services dans les domaines de l'informatique, des communications et télécommunications.
- Milchwerke Thüringen GmbH est un fabricant de produits laitiers appartenant au groupe Humana Milchunion (de), emploie 200 personnes et commercialise lait, yaourts, fromages sous les marques Osterland et Ravensberger.
- Landesbank Hessen-Thüringen, Erfurter Bank (de), Sparkasse Mittelthüringen (de) (Caisse d'Épargne), banques locales.

## Médias
Erfurt est un centre médiatique important, siège de plusieurs stations de radio, journaux quotidiens, chaîne de télévision.

### Journaux
Le Thüringer Allgemeine (de), qui s'appelait jusqu'en 1990 Das Volk et était l'organe du SED, tire aujourd'hui à 190 000 exemplaires. Il appartient avec lOstthüringer Zeitung et le Thüringer Landeszeitung au groupe WAZ-mediengruppe, troisième groupe allemand de presse.
Le Thüringen-Journal (de) est un magazine de programmes de la radio MDR.

### Radios
Erfurt est le siège de la MDR, chaîne de radio membre du groupe ARD, entreprise publique de radiodiffusion.
La ville abrite également une radio privée: Radio F.R.E.I.

### Télévision
Erfurt est le siège de Kinderkanal (KI.KA), chaîne de télévision publique à destination des enfants créée par ARD et ZDF.

## Transports
Erfurt est un important nœud de communications au centre de l’Allemagne.

### Transports ferroviaires

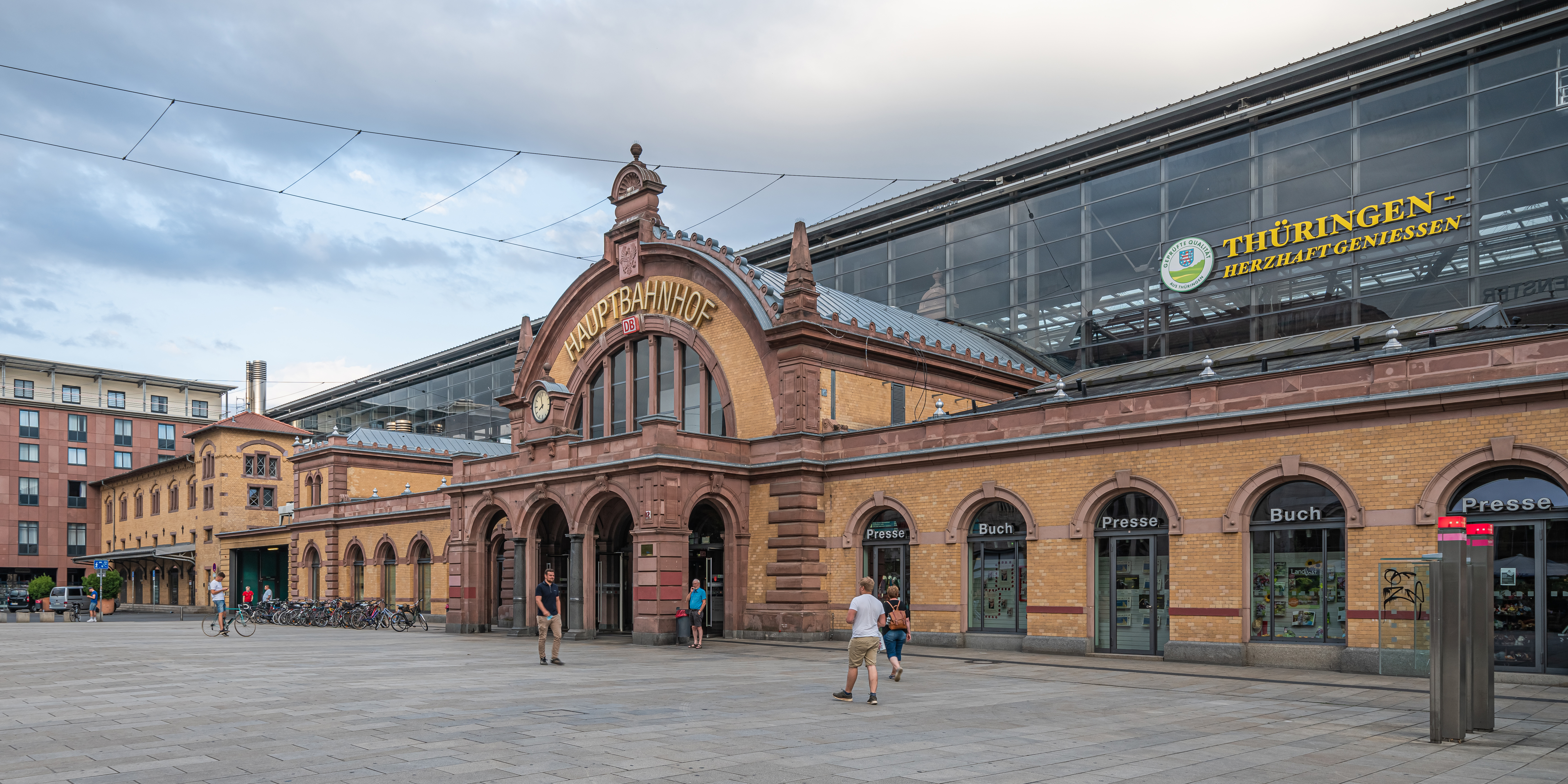
La gare centrale d'Erfurt.

Erfurt a été reliée au réseau ferroviaire allemand dès 1847 par la construction de la ligne Leipzig-Halle-Bebra. Par la suite, d'autres lignes se dirigeant vers Sangerhausen, Nordhausen, Cassel, Wurtzbourg, Ilmenau et Saalfeld ont été ouvertes au départ d'Erfurt pour former un réseau en étoile autour de la ville.
De 1882 à 1993, Erfurt a été le siège d'une direction régionale des Chemins de fer allemands. Elle est aujourd'hui le siège d'une agence régionale de l'Office fédéral des chemins de fer et de la DB Regio (de), filiale de la Deutsche Bahn.
La Gare centrale d'Erfurt, reconstruite de 2002 à 2008 a vu passer en 2006 12,5 millions de voyageurs, soit une moyenne quotidienne de 34 000 passagers. Lorsque la ligne à grande vitesse Munich-Berlin sera achevée, Erfurt se trouvera au croisement de cette ligne nord-sud et de la ligne Francfort-sur-le-Main-Dresde. Les tronçons Erfurt-Nuremberg et Erfurt-Leipzig/Halle sont encore en construction.
Erfurt possède aussi sept gares secondaires : Vieselbach, Bischleben, Erfurt-Nord, Kühnhausen, Gispersleben, Erfurt-Ost et Stotternheim.
Principales lignes ferroviaires desservant Erfurt :
Trains à grande vitesse (ICE)
- Leipzig-Dresde, desserte cadencée toutes les heures ;
- Fulda- Francfort-sur-le-Main, desserte cadencée toutes les heures ;

Trains rapides
- Halle-Berlin, desserte cadencée toutes les deux heures ;
- Cassel-Paderborn-Dortmund-Düsseldorf, dessert cadencée toutes les deux heures.

CityNightLine
- Francfort-sur-le-Main-Zurich

Trains rapides régionaux
- Sömmerda-Sangerhausen-Magdebourg ;
- Iéna-Gera-Chemnitz ;
- Gotha-Mühlhausen-Göttingen ;
- Arnstadt-Suhl-Schweinfurt-Wurtzbourg ;
- Arnstadt-Grimmenthal-Meiningen ;
- Arnstadt-Saalfeld ;
- Straußfurt-Sondershausen-Nordhausen ;
- Gotha-Eisenach ;
- Weimar-Apolda-Naumbourg-Weißenfels-Mersebourg-Halle.

Trains régionaux
- Sömmerda-Sangerhausen ;
- Bad Langensalza-Leinefelde-Cassel.

Erfurter Bahn (Süd-Thüringen-Bahn)
- Arnstadt-Ilmenau ou Meiningen.

### Transports routiers
La commune d'Erfurt est sillonnée par 726 km de routes.
Erfurt est située au croisement de l'autoroute fédérale A4 (Aix-la-Chapelle-Görlitz) et de l'autoroute fédérale A71 (Sangerhausen-Bad Kissingen). L'A71 rejoint au nord l'A38 et au sud l'A70.
Les routes nationales B4 (Hambourg-Nuremberg) et B7 (Pays-Bas-Chemnitz) traversent Erfurt.

### Transports aériens

Logo de l'aéroport d'Erfurt-Weimar.

De 1924 à 1945, l'aéroport d'Erfurt était situé au nord de la ville sur le Roter Berg (de). En 1935, un aérodrome militaire situé à l'ouest de la ville, dans le village de Bindersleben (de). C'est cet aéroport, agrandi dans les années 1990, rebaptisé en 2011 Aéroport d'Erfurt-Weimar qui est aujourd'hui l'aéroport de la ville (323 742 passagers en 2010). Il assure des lignes charters vers les pays de la Méditerranée. La seule ligne régulière existante relie Erfurt à Munich. Les tentatives de Ryanair de créer d'autres lignes régulières ont été provisoirement abandonnées après plusieurs échecs.
2 794 t de fret ont transité en 2010 à Erfurt, trafic assuré par TNT NV et Schenker AG.

### Transports urbains

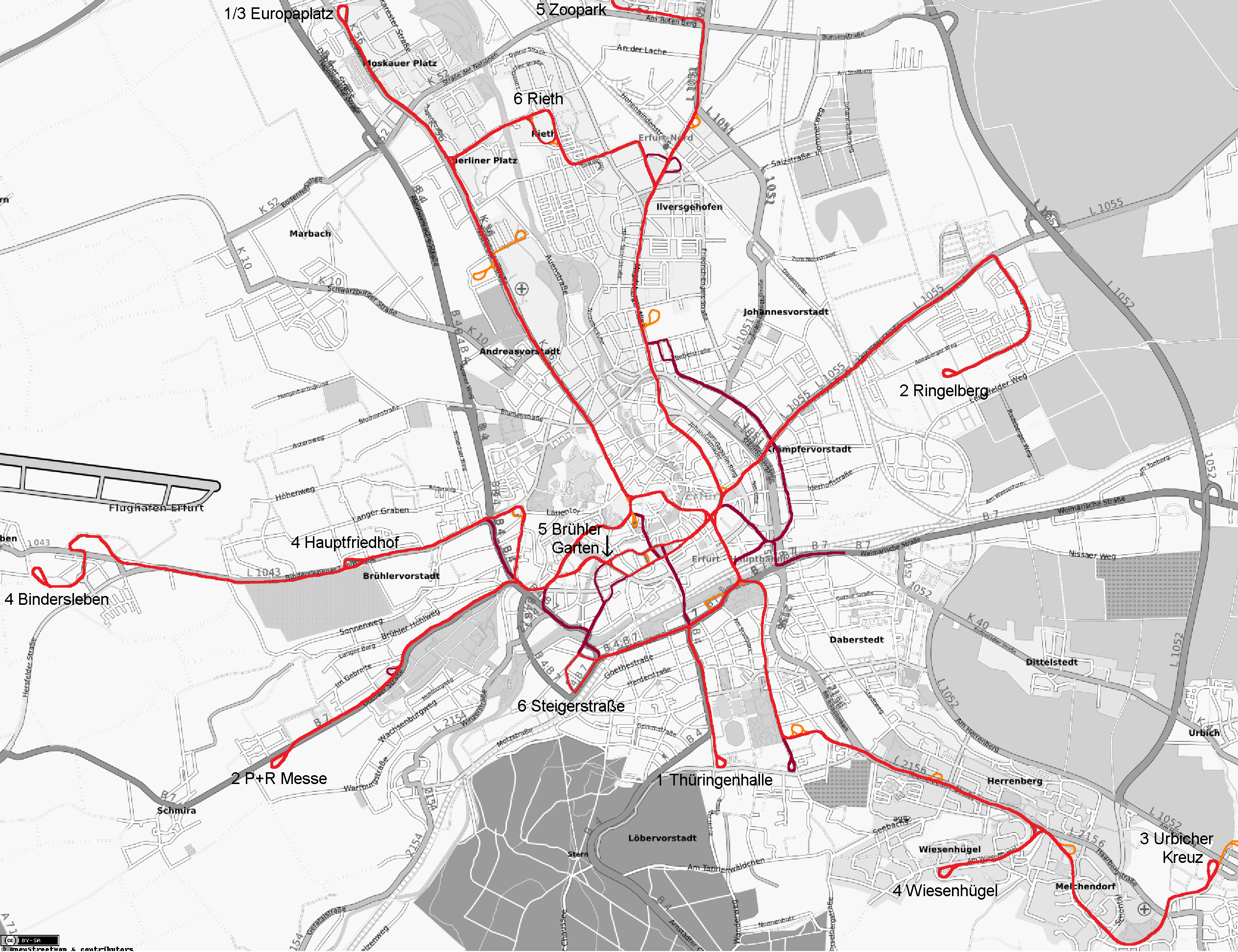
Réseau de tramways erfurtois.

Erfurt bénéficie d'un réseau de transports urbains comprenant tramways, autobus et trains de banlieue, l'ensemble ayant transporté 37 millions de voyageurs en 2009. L'ensemble est géré par l'entreprise municipale SWE EVAG (de).
Le réseau de tramways compte six lignes construites de 1883 pour la plus ancienne à 2007 pour l'extension la plus récente. Ces six lignes couvrent plus de 50 km et comptent 111 stations desservant la vieille ville et les quartiers plus récents. En 2009, 72 500 voyageurs l'empruntaient chaque jour.
Le réseau d'autobus comprend 24 lignes qui desservent les banlieues et les villages faisant partie de la commune d'Erfurt.
À la suite de la commande de 14 tramways Tramlink de Stadler Rail, le premier de cette série sur la ligne Buga, qui reliera les deux sites BUGA egapark et Petersberg entre eux.

## Éducation
L’université fut fondée en 1392, ce qui fait d’elle la troisième université d’Allemagne par ordre chronologique. Elle fut néanmoins fermée en 1816 pour être rouverte en 1994. Martin Luther en fut l'étudiant le plus célèbre. Le Docteur Faust en fut, selon des témoignages, un célèbre professeur.
Les jésuites arrivent à Erfurt en 1664 et y construisent un collège. Il est rebâti en 1737. L'ancien collège jésuite d'Erfurt est aujourd'hui un bâtiment significatif de la période du baroque à Erfurt.
L'IU International University of Applied Sciences est une université des sciences appliquées privée établie à Erfurt.

## Culture

### Théâtre et musique
Erfurt possède un nouveau théâtre construit en 2003 dans le quartier de Brühl qui dispose d'une salle de 800 places et qui organise quelque 250 manifestations par an. Il est dirigé depuis 2002 par Guy Montavon (de). Le théâtre d'Erfurt (de) est également le siège de l'Orchestre philharmonique d'Erfurt (de) fondé en 1894 et dirigé actuellement par le chef autrichien Walter Gugerbauer (de). Enfin, le théâtre organise chaque année le DomStufen-Festspiele (de) qui présente en plein air un opéra (La Flûte enchantée en 2011).
Erfurt compte aussi un théâtre de marionnettes, le Theater Waidspeicher (de).

### Musées
Erfurt possède de nombreux musées.

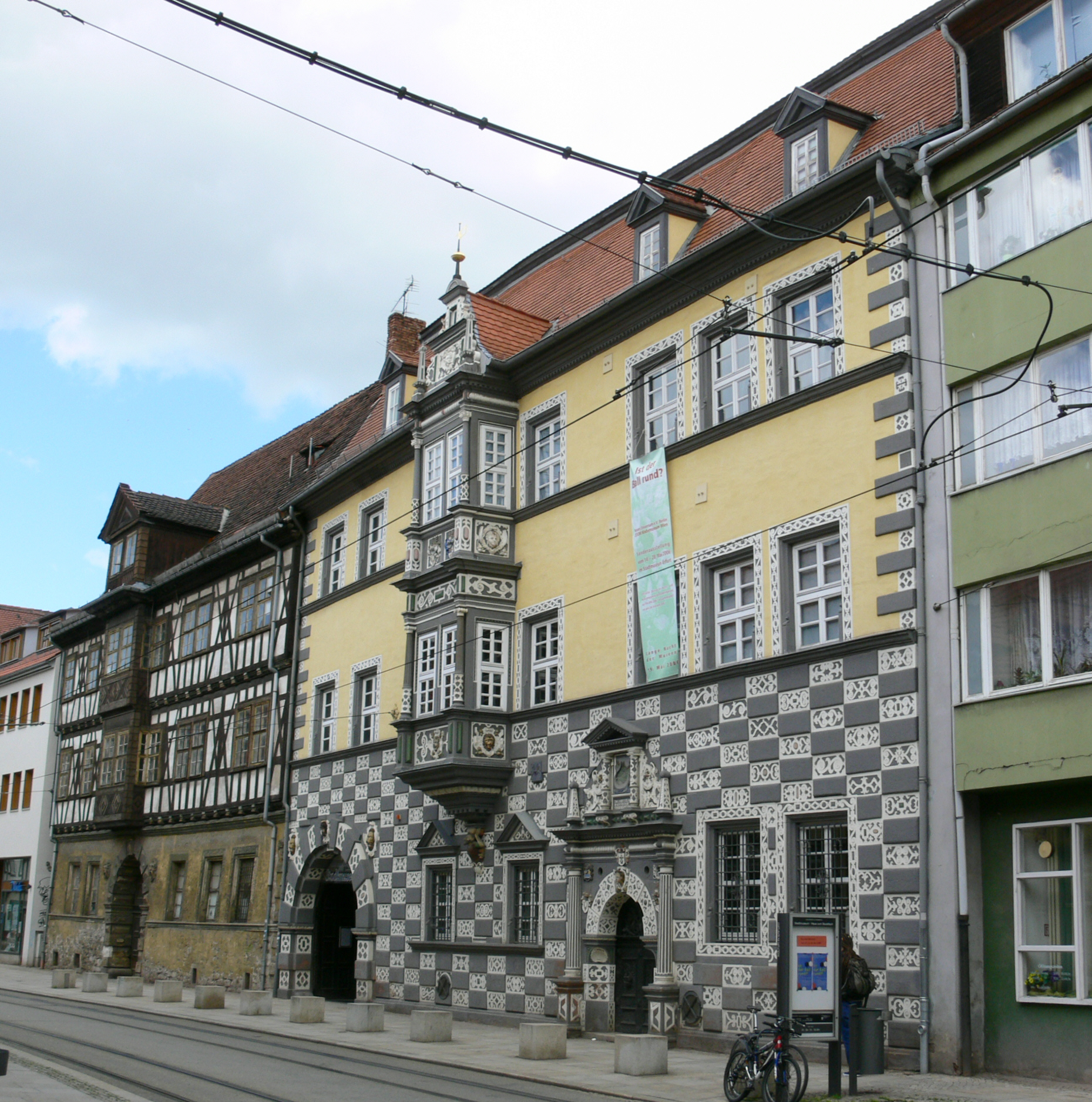
Le musée de la Ville.

- Le musée de la Ville (de) (Stadtmuseum), installé dans la maison Stockfish (Haus zum Stockfisch (de)), datant de 1607 et de style Renaissance, présente depuis 1974 l'histoire de la ville. Du musée dépendent aussi le moulin à eau du Schlösserbrücke (de), le château de (de) Kapellendorf près de Weimar ainsi que le musée de l'Imprimerie.
- Le musée des Beaux-Arts (de) (Angermuseum), fondé en 1886 possède une importante collection d'art médiéval, d'arts graphiques du XXe siècle ainsi qu'une fresque murale d'Erich Heckel.
- Le muséum d'Histoire naturelle (de) (Naturkundemuseum Erfurt) fondé en 1922, installé dans l'ancienne maison d'un négociant de pastel, présente au public la flore, la faune et la géologie de la Thuringe.
- Le musée allemand du Jardinage (de) (Deutsches Gartenbaumuseum), ouvert depuis 1961 dans l'ancienne citadelle de Cyriaksburg (Zitadelle Cyriaksburg) offre un riche panorama de l'art des jardins en Europe centrale.
- Le musée des Cultures régionales (de) (Museum für Thüringer Volkskunde Erfurt) est installé depuis 1888 dans les bâtiments de l'ancien hôpital d'Erfurt et possède des collections d'ethnographie régionale.
- La vieille Synagogue (Alte Synagoge) présente au public le trésor d'Erfurt (en).
- Le lieu de mémoire Topf & Söhne (de) (Erinnerungsort Topf & Söhne) ouvert en 2011 est un mémorial de la Shoah installé dans les anciens locaux de l'entreprise qui a fourni une partie de l'équipement technique du camp de concentration d'Auschwitz ainsi que d'autres camps nazis.
- Le château de Molsdorf (de), construit de 1734 à 1740 de style baroque, dans le village de Molsdorf à quelques kilomètres au sud-ouest de la ville.

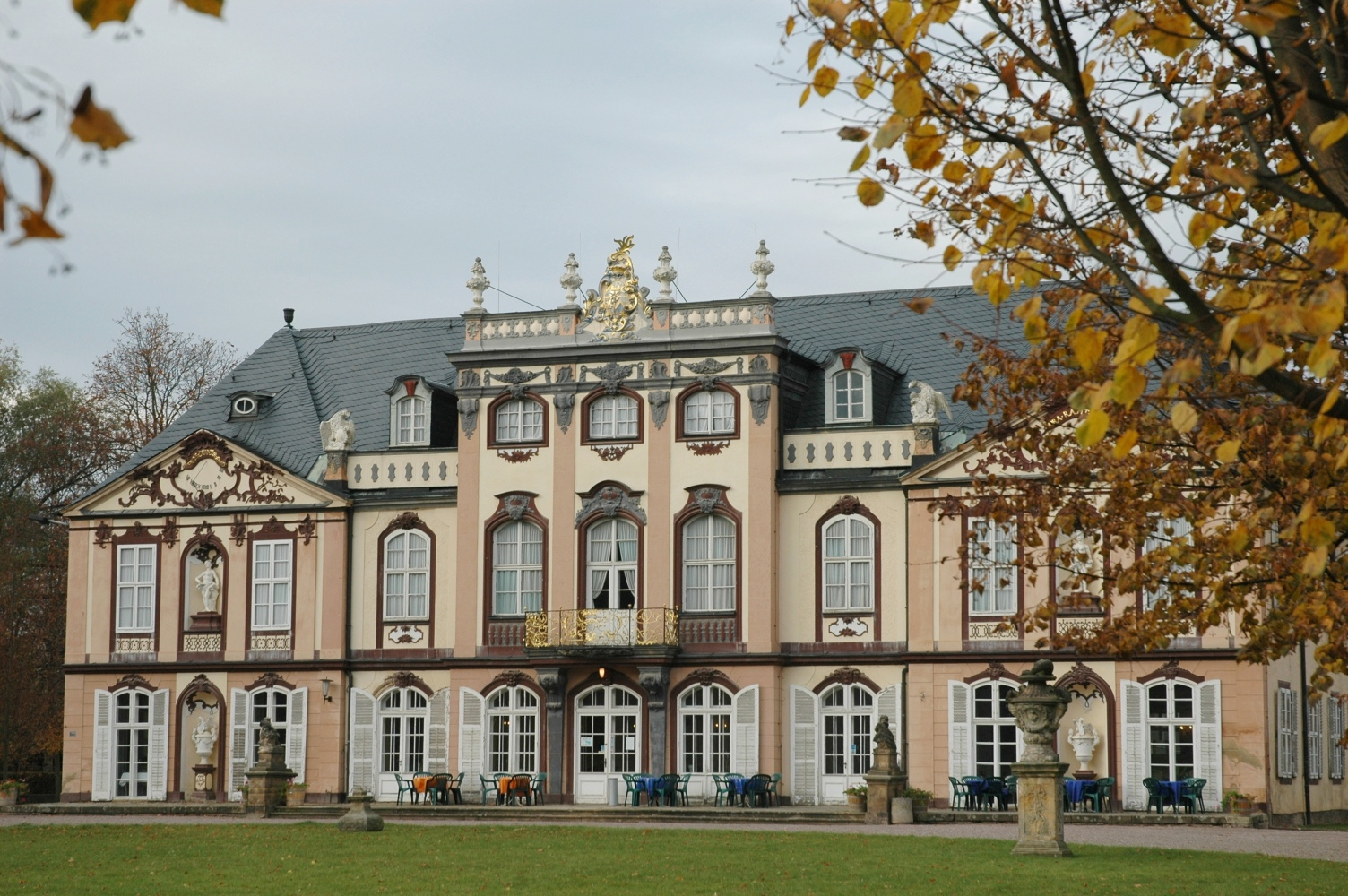
Le château de Molsdorf.

## Fêtes traditionnelles
Krämerbrückenfest (de), fête du Pont des Épiciers. Depuis 1975, cette fête rassemble des centaines de milliers de personnes pour le deuxième week-end du mois de juin. À cette occasion sont mis en valeur l'artisanat de Thuringe et les spécialités culinaires régionales lors d'un marché médiéval (Mittelaltermarkt). Simultanément se déroule le Festival New Orleans qui présente jazz, blues, boogie-woogie et gospel.

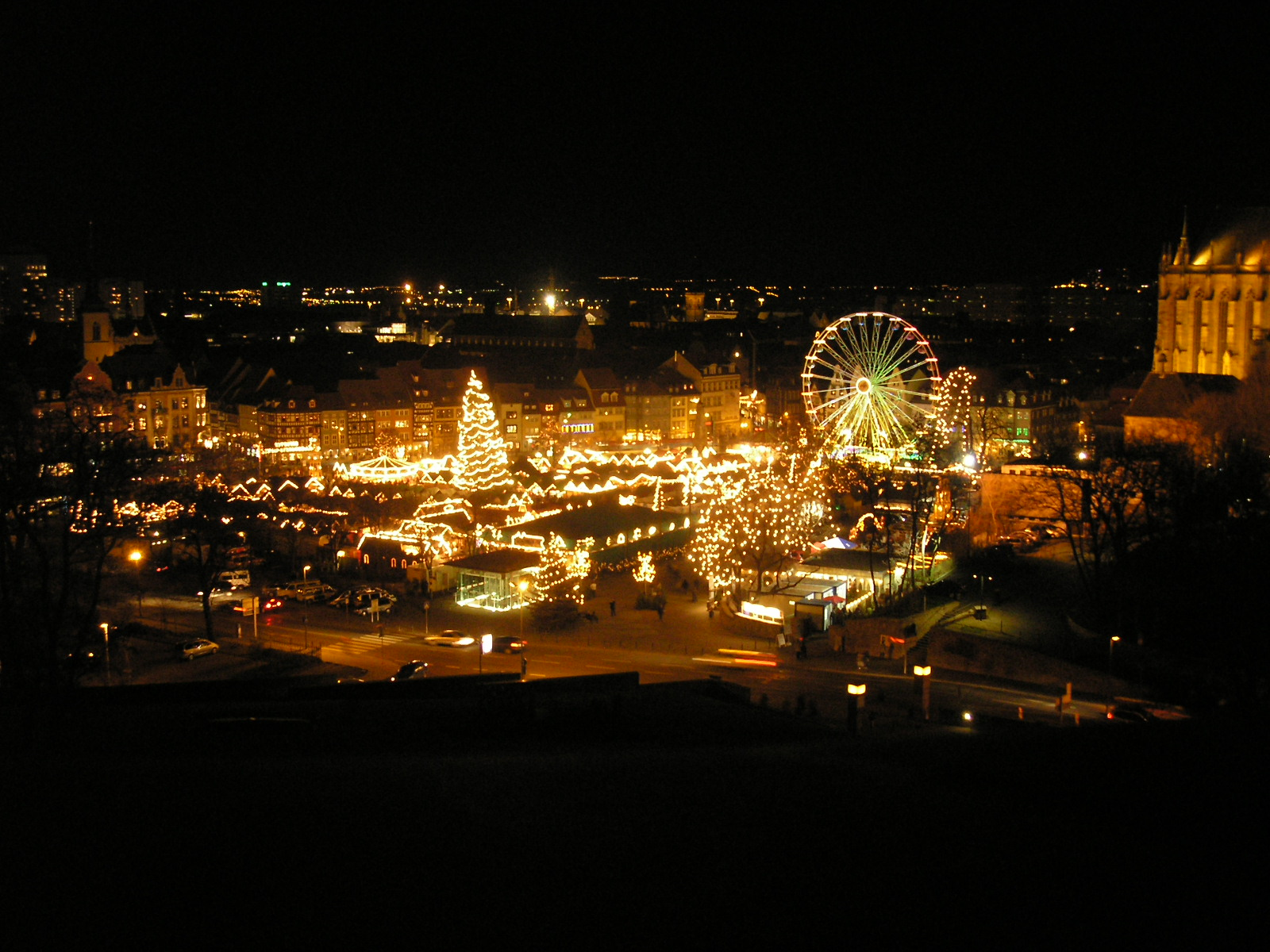
Le marché de Noël.

Martinstag, la Saint-Martin, fête religieuse œcuménique célébrée par les catholiques (mort de Saint-Martin de Tours le 11 novembre 397) et les protestants (naissance de Martin Luther le 10 novembre 1483). La foule se réunit le soir du 10 novembre sur la place de la Cathédrale, les enfants sont munis de lanternes, puis ils parcourent les rues et vont de maison en maison pour recevoir des sucreries.
Erfurter Weihnachtsmarkt (de), le marché de Noël, qui dure du 23 novembre au 22 décembre et rassemble quelque deux millions de visiteurs sur la place de la Cathédrale et sur plusieurs autres places de la ville (Fischmarkt (de), Anger (de), Wenigemarkt (de)).

## Traditions culinaires

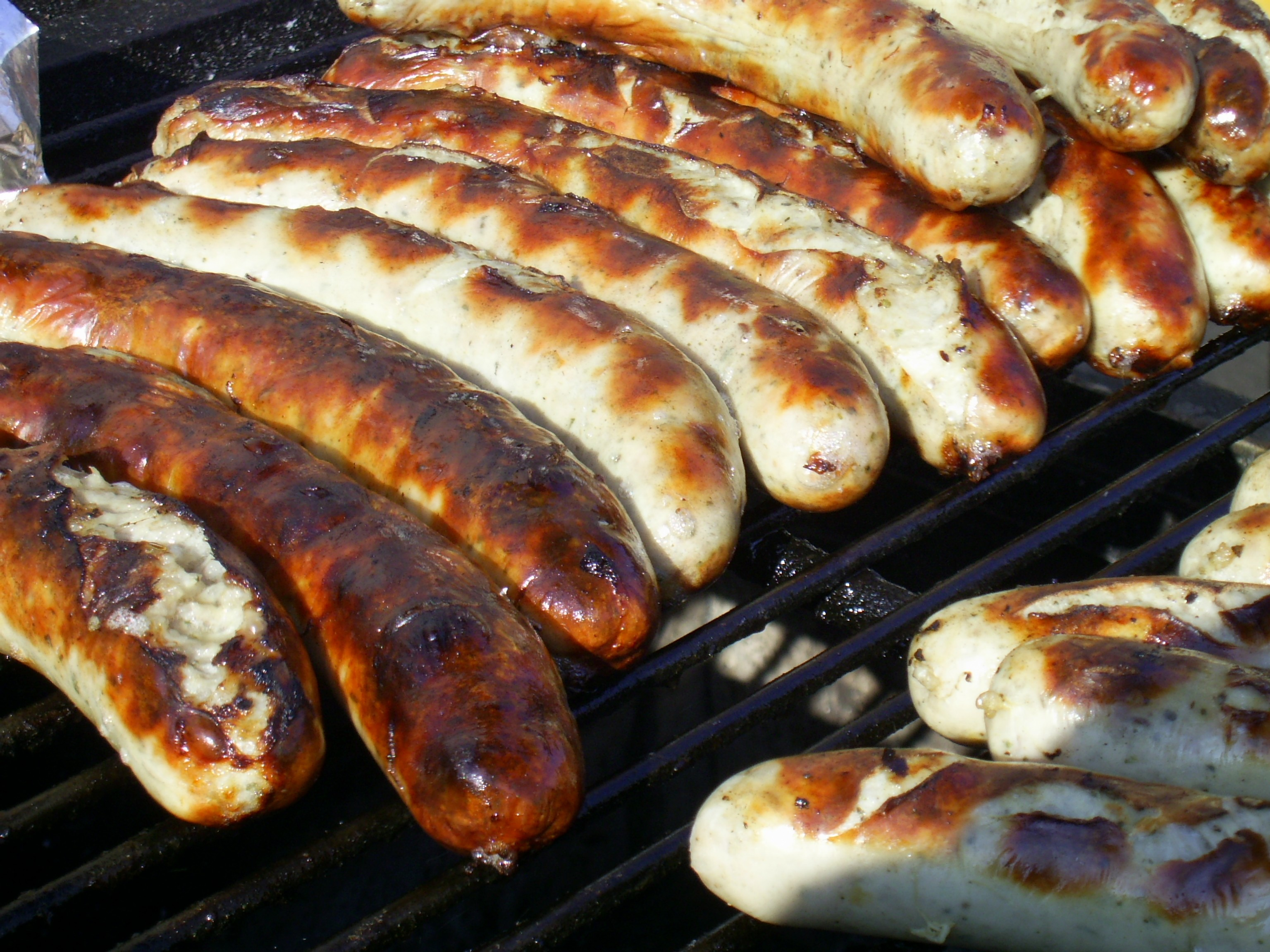
Saucisses thuringeoises grillées.

- Thüringer Rostbratwurst, saucisse connue depuis le XVe siècle qui est servie grillée accompagnée de moutarde Born (de) (marque de condiments erfurtoise existant depuis 1820) et qui bénéficie d'une indication géographique protégée (IGP).
- Rostbrätel, petites côtes de porc marinées et grillées.
- Erfurter Schitten, gâteau de Noël, mentionné dès 1329 et l'un des plus vieux d'Allemagne.

## Paysage urbain et patrimoine architectural
La vieille ville d'Erfurt (Altstadt) est organisée autour des deux pôles de la cathédrale à l'ouest et du marché aux poissons à l'est. Elle présente aujourd'hui une image médiévale riche de plus de vingt églises paroissiales et de nombreuses maisons à colombages construites du XVIe au XVIIIe siècle.
Le paysage est ensuite marqué par la trace des deux enceintes successives du Xe siècle et du XIVe siècle. Le premier anneau, correspondant aux fortifications les plus anciennes, est marqué de nos jours par le boulevard Youri Gagarine (de) tracé en 1898. Le deuxième anneau, boulevard de la Ville actuel correspond aux fortifications détruites à partir de 1873. Cet ensemble d'avenues a été aménagé dans les années 1970.
Lorsque la citadelle d'Erfurt est déclassée en 1873 avec l'unification de l'Allemagne, la construction devient libre à l'extérieur des remparts. Une ceinture de faubourgs résidentiels voit alors le jour de la fin du XIXe jusqu'aux années 1930 et au style du Mouvement moderne. Les quartiers les plus riches étaient alors situés au sud-ouest de la ville et les quartiers ouvriers plutôt dans la partie nord-est.
La ville a été assez peu détruite par les bombardements de la Seconde Guerre mondiale. Les programmes de construction mis en œuvre à l'époque est-allemande ont surtout affecté les quartiers nord et sud-est où ont été bâtis de grands ensembles. Depuis 1990 et la réunification, plusieurs anciens sites industriels désaffectés ont été détruits.
Au contraire de nombreuses villes allemandes, les constructions erfurtoises ne sont pas recouvertes de crépis mais présentent un aspect de briques rouges sans ornements de façades.
Erfurt possède de nombreux témoignages architecturaux de sa longue histoire.

### Patrimoine religieux
Au Moyen Âge, de par la quantité de ses églises, Erfurt était surnommée Thüringisches Rom. La ville comptait alors 38 églises dont quatorze églises conventuelles. Il en demeure aujourd'hui 22 ainsi que cinq clochers appartenant à d'anciennes églises disparues. Le paysage le plus symbolique d'Erfurt est formé par la cathédrale et l'église Saint-Séverin.

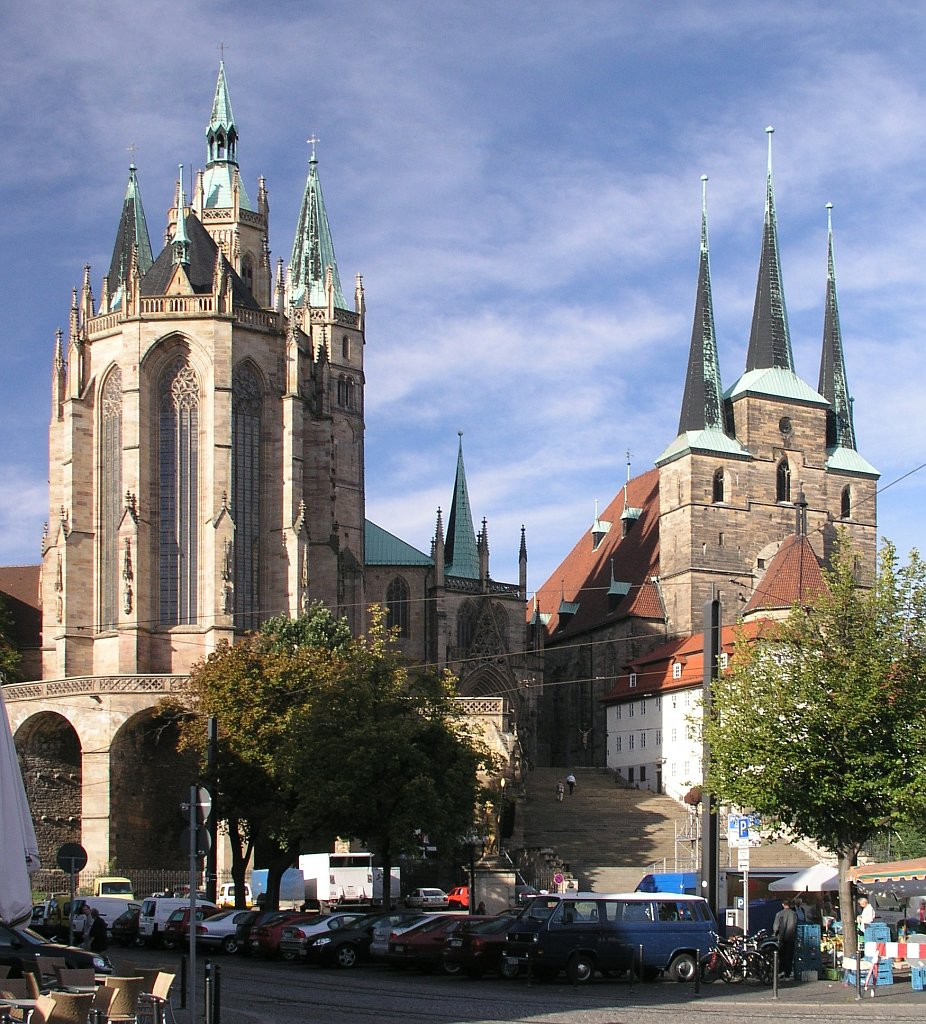
La cathédrale d'Erfurt (à gauche) et l'église Saint-Séverin.

- Cathédrale Notre-Dame (Erfurter Dom), de style gothique, construite aux XIIe, XIIIe et XVe siècles ;

- Église Saint-Pierre (Peterskirche), la plus vieille église erfurtoise édifiée sur le Pertersberg au XIIe siècle dans le style roman ;
- Église des Cordeliers (de) (Barfüßerkirche), construite en 1231, ancienne église du monastère des franciscains, détruite par un bombardement en 1944, dont les ruines servent de cadre à des spectacles. Une reconstruction en est projetée.
- Ägidienkirche (de), élevée au XIIe siècle à l'entrée du pont des Épiciers, très belle vue sur la vieille ville du sommet du clocher ;
- Église des Prédicateurs (de) (Predigerkirche), construite entre 1270 et 1450, l'un des édifices les plus remarquables des franciscains en Thuringe. Les analyses dendrologiques de la charpente ont donné une fabrication de celle-ci comprise entre 1279 et 1285, ce qui en fait une des plus vieilles charpentes de l'espace allemand. L'église possède aussi un cloître.
- Église Saint-Nicolas (de) (Nikolaikirche), dont le clocher, haut de 60 m est le plus haut de la vieille ville ;
- Église des marchands (de) (Kaufmannskirche), édifiée au XIVe siècle ;
- Église Saint-Laurent (Lorenzkirche), édifiée au XIVe siècle ;

- Église des Écossais (Schottenkirche), élevée du XIIIe au XVe siècle ;
- Cloître et monastère des Augustins, où Luther étudia et fut ordonné prêtre, lieu de rencontres internationales et de concerts réputés ;

- Église Saint-Thomas (de) (Thomaskirche), construite au XIXe siècle en style néo-gothique ;
- Église de Luther (de) (Lutherkirche) édifiée en style Art déco en 1926 ;

Autres églises :
- Chartreuse ;
- église Saint-André ;
- église Saint-Martin ;
- église de Tous les Saints.

### Patrimoine civil
Erfurt propose un des centres historiques médiévaux les mieux préservés et les plus vastes d'Allemagne. De nombreux édifices appartenant à tous les styles architecturaux s'y côtoient.
- Le pont des Épiciers (Krämerbrücke), mentionné pour la première fois au XIIe siècle, victime de plusieurs incendies, il est reconstruit en 1325. Son aspect actuel date de 1472. Long de 120 m, jeté sur la Gera et couvert de 32 maisons, il s'agit du plus long pont bâti d'Europe.

- Pont du Château (Schlösserbrücke (de)), pont Long (Lange Brückee (de)), pont du Cheval (Roßbrücke (de)).
- Le Petersberg, colline surplombant la ville et citadelle construite entre 1665 et 1707 dans le style Vauban et au décor baroque.
- Cyriaksburg (de), ancienne citadelle du XVIIIe siècle.
- Marché au poisson (Fischmarkt), place entourée de nombreux bâtiments de valeur :
  - Hôtel de ville (de) (Rathaus) construit entre 1870 et 1874 dans le style néo-Renaissance, agrandi en 1930.
  - Statue du Guerrier romain (de) (Römer), représentant saint Martin de Tours, patron de la ville datant de 1561.
  - Maison au bœuf rouge (Haus zum Roten Ochsen (de)) de style Renaissance (1562).
  - Maison au large foyer (Haus zum Breiten Herd (de)) datant de 1584.
  - Caisse d'Épargne (Sparkasse am Fischmarkt (de)) construite en 1934-1935 dans le style de la Nouvelle Objectivité.
- Anger (de), place centrale de la ville aujourd'hui :
  - Einkaufsgalerie Anger, grand magasin construit en 1906-1908, ancien magasin de la firme KRK (KaufhausRömischerKaiser), de nos jours magasin de la chaîne Karstadt.
  - Monastère des Ursulines de style gothique.
  - Grande Poste (Hauptpostamt) édifiée en 1882-1886.
  - Maisons patriciennes fin XIXe-début XXe.
- Michaelisstraße (de), rue où se trouvent
  - la maison zum Güldenen Krönbacken (de).
  - le Collège Maius (de), ancienne université médiévale.
  - la Vieille Synagogue.
- Chancellerie de l'État de Thuringe (Kurmainzische Statthalterei (de)) de style baroque.
- Engelsburg (de), groupe de maisons à colombages datant du XVIe siècle.
- Maison au puits de soleil (Haus zum Sonneborn).
- Centre Culturel et de Congrès (Kaisersaal (de)), de style classique, élevé au début du XIXe siècle dans lequel se déroulèrent l'entrevue d'Erfurt entre Napoléon Ier et le tsar Alexandre Ier de Russie ainsi que le congrès du Parti socialiste allemand qui adopta le Programme d'Erfurt.
- Hôtel Erfurter Hof (de) (1904), palais de Justice, ancienne gare (Alte Haupt banhof) de style historiciste.

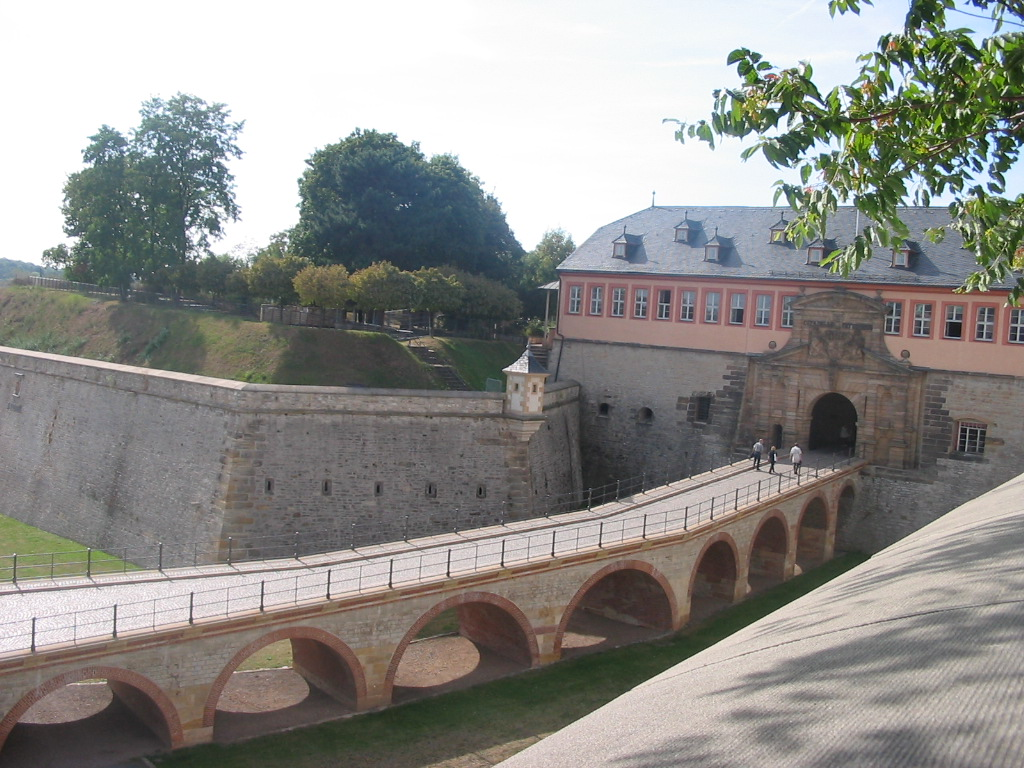
Entrée de la citadelle de Petersberg.
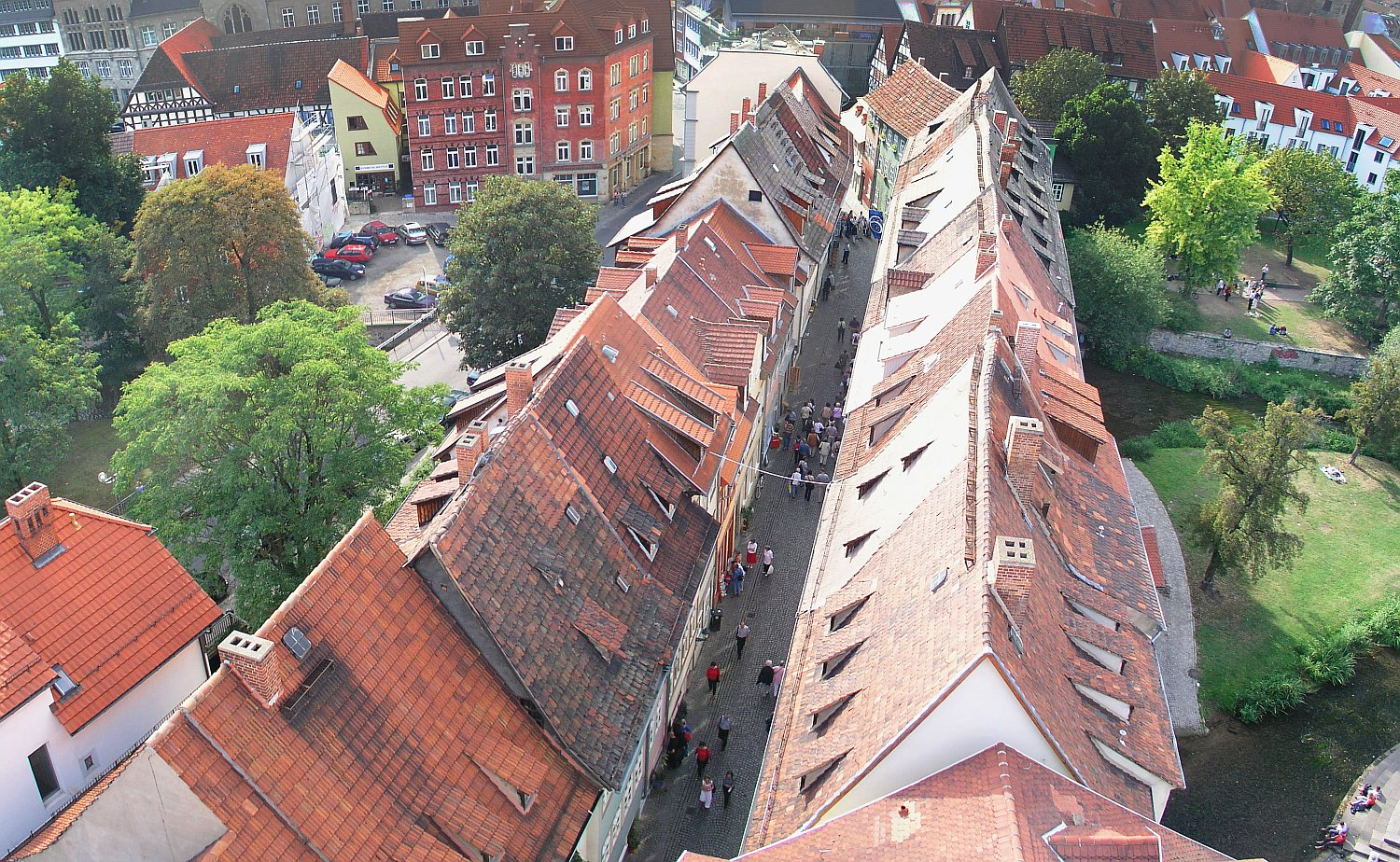
Le Krämerbrücke.
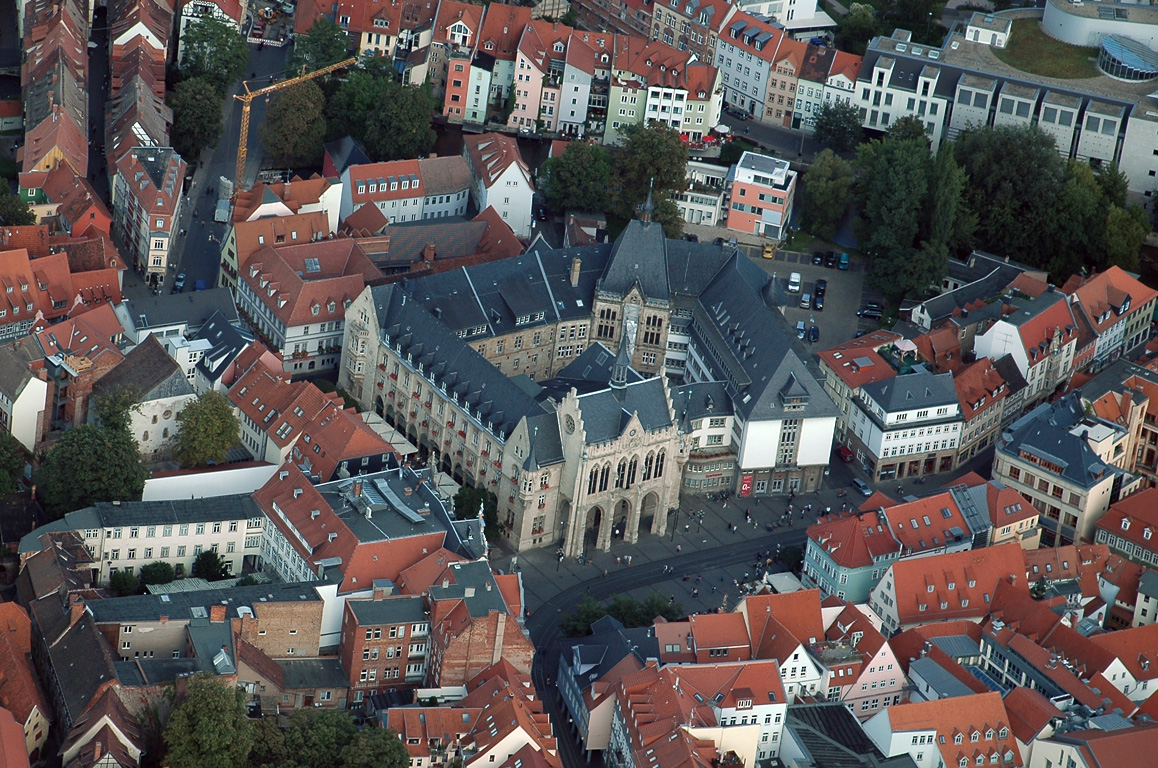
Vue aérienne du Fischmarkt et de l'hôtel de ville.
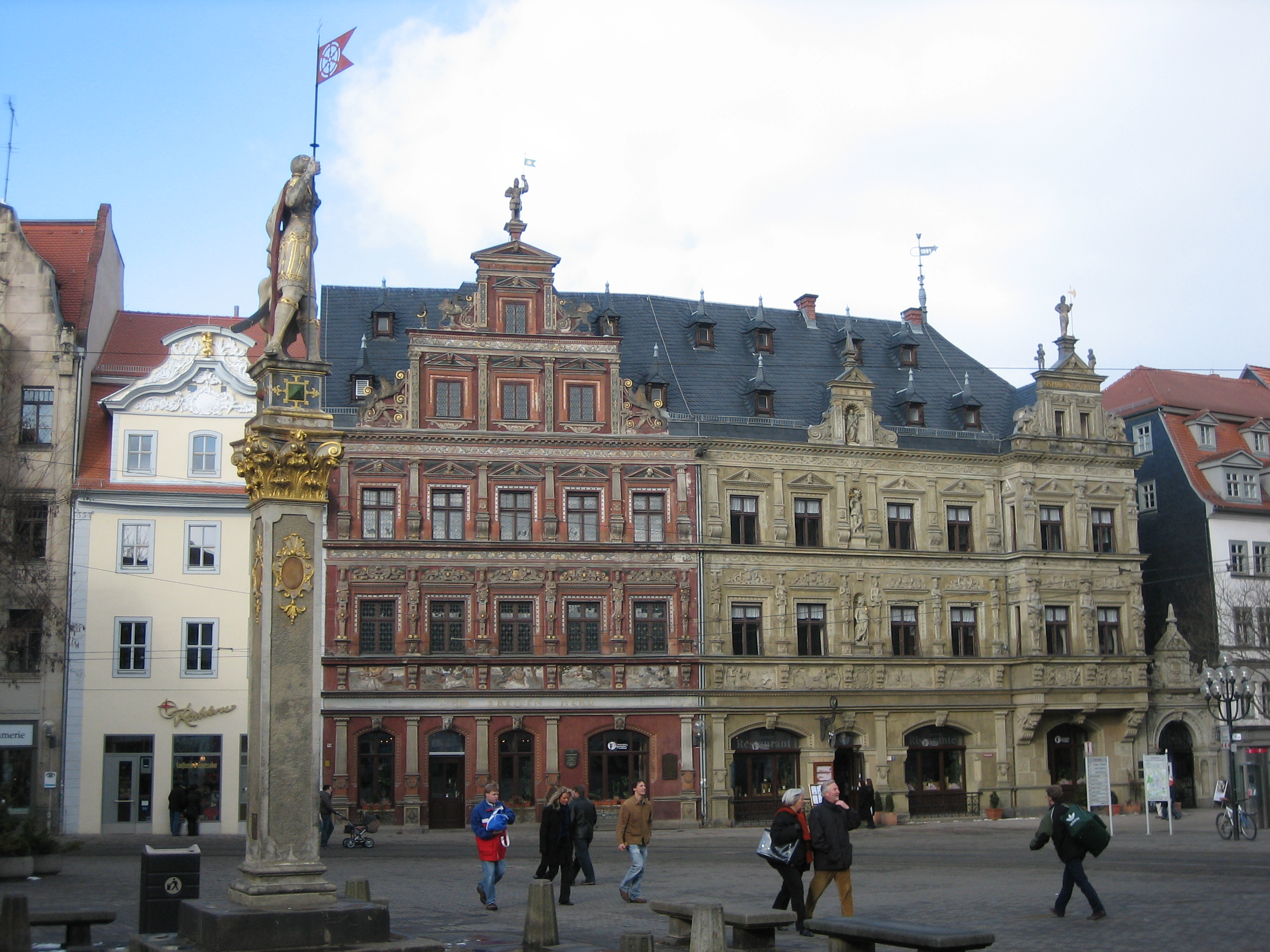
Maison zum breiten Herd.
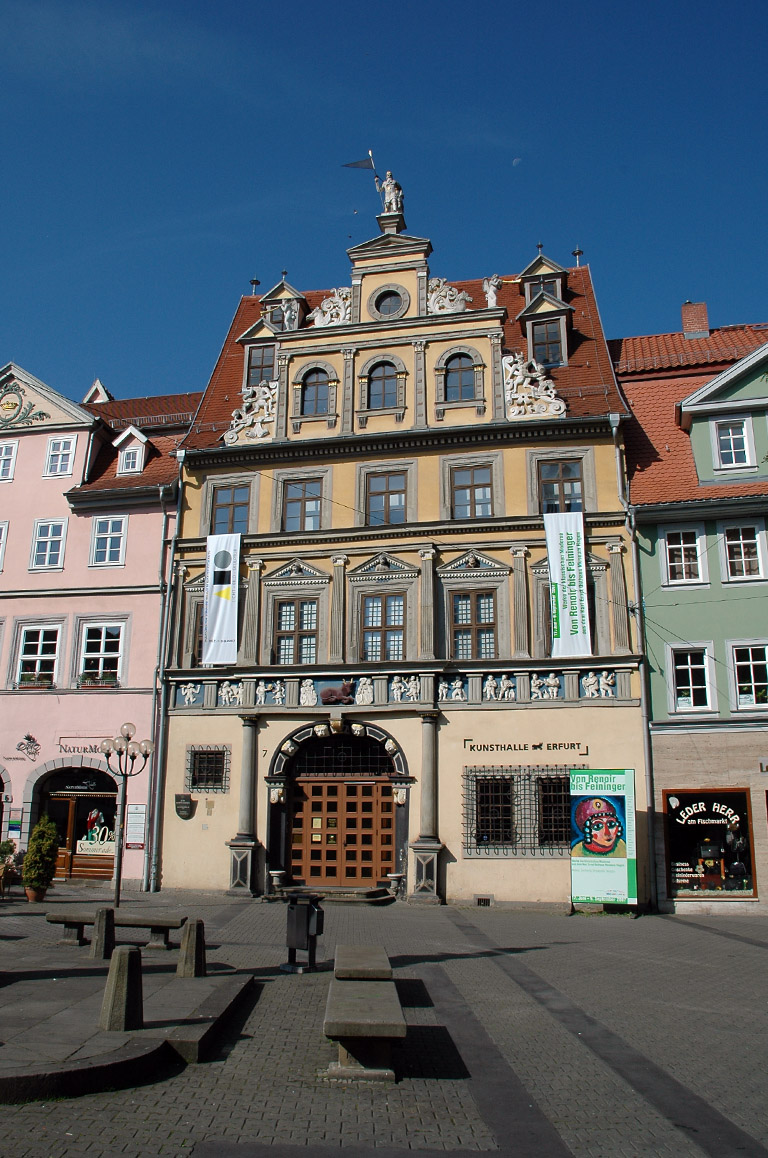
Maison zum Roten Ochsen.
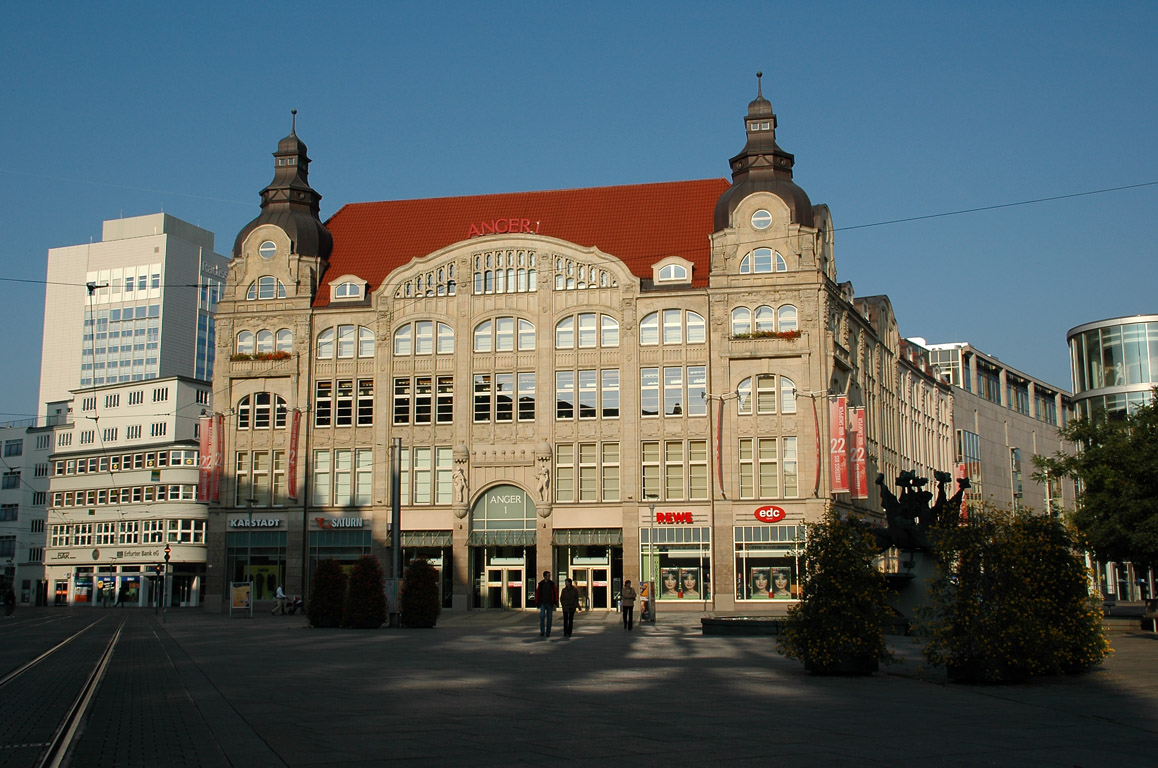
Grand magasin d'Anger.

## Sports

### Football
Erfurt abrite le FC Rot-Weiss Erfurt qui existe depuis 1965 et évolue en Troisième Division du Championnat national. L'équipe réserve évolue elle en championnat régional (NOFV-Oberliga (de) Süd). Le FC Rot-Weiss est l'héritier du SG Fortuna Erfurt qui a fait partie des clubs fondateurs du Championnat de RDA de football et du SC Turbine (de) qui lui succéda de 1946 à 1965. Le club joue dans le Steigerwaldstadion, construit en 1931 qui a une capacité de 20 000 places dont 6 000 assises.
Deux autres clubs de football existent à Erfurt : l'ESV Lok Erfurt, ancien club des cheminots et le FC Erfurt Nord.
Le club féminin du FFV Erfurt, créé en 1997, joue dans le Championnat régional du nord-est.

### Cyclisme
Erfurt est une des citadelles du cyclisme sur piste allemand. Parmi les champions locaux, il faut citer René Wolff, médaillé d'or aux Jeux olympiques d'été de 2004 en vitesse par équipes.
Le club local évolue dans le Radrennbahn Andreasried (de), vélodrome construit en 1925, rénové en 2009 qui a une piste de 250 m et peut accueillir 4 000 spectateurs.

### Patinage sur glace
Le patinage sur glace occupe une grande place à Erfurt. La ville possède une patinoire dotée d'un anneau de vitesse de 400 m et de 4 000 places : la Gunda Niemann Stirnemann Halle.

#### Patinage de vitesse
De nombreuses championnes de patinage de vitesse se sont entraînées à Erfurt : Gunda Niemann, Daniela Anschütz-Thoms, Stephanie Beckert.

#### Patinage artistique
Le champion patinage artistique, Stefan Lindemann, est natif d'Erfurt et s'entraîne dans sa ville natale.

#### Hockey sur glace
Erfurt possède une équipe de hockey sur glace, les Black Dragons Erfurt (de), qui joue en championnat régional (Oberliga Ost).

### Athlétisme
Le SC Turbine Erfurt fut un des grands clubs de l'ex-RDA et de nombreux athlètes en firent partie : Manfred Matuschewski, Siegfried Herrmann, Johanna Schaller, Siegrun Siegl, Christine Laser, Volker Beck, Nils Schumann, Heike Drechsler, Hartwig Gauder.
Erfurt compte aujourd'hui trois clubs, le LAC classé 11e club allemand en 2007 par la Fédération allemande d'athlétisme, le Laufclub Erfurt et l'ASV Erfurt qui en font toujours une des grandes villes de l'athlétisme en Allemagne.

### Natation
Les champions Jutta Langenau et Roland Matthes sont originaires d'Erfurt et ont fait partie du SC Turbine.

### Handball
L'équipe du Thüringer HC joue depuis 2005 en Première Division du Championnat d'Allemagne féminin de handball dont il est en 2016 le sextuple tenant du titre.
Le club masculin du Erfurt HSC joue depuis 2011 en championnat régional (Oberliga Mitteldeutschland).

### Tennis
Le club Erfurter TC Rot-Weiß (de) évolue en Première Division messieurs du championnat d'Allemagne de tennis.

### Volley-ball
L'équipe du SWE Volley-Team joue en Première Division du Championnat d'Allemagne féminin de volley-ball.

## Personnalités liées à la municipalité

### Nés à Erfurt
- Radegonde de Poitiers (v. 520-587), princesse thuringienne, devenue reine des Francs en épousant Clotaire Ier ;
- Johann Ægidus Bach (1645-1716), musicien, oncle de Jean-Sébastien Bach ;
- Johann Ambrosius Bach (1645-1695), musicien, père de Jean-Sébastien Bach ;
- Johann Bernhard Bach (1676-1749), compositeur et musicien, fils de Johann Ægidius Bach ;
- Johann Gottfried Walther (1684-1748), compositeur et organiste ;
- Jakob Adlung (1699-1762), organiste ;
- Johann Hieronymus Schröter (1745-1816), astronome ;
- Johann Jakob Bernhardi (1774-1850), botaniste ;
- Charlotte von Ahlefeld (1781-1849), romancière allemande ;
- August Soller (1805-1853), architecte ;
- Anton Dominik Fernkorn (1813-1878), sculpteur autrichien ;
- Julius Grosse (1828-1902), écrivain ;
- Alfred Kirchhoff (1838-1907), géographe ;
- Max Besler (1853-1918), historien de la ville de Forbach ;
- Oskar von Hutier (1857-1934), général et stratège ;
- Max Weber (1864-1920), économiste et l'un des fondateurs de la sociologie moderne ;
- Alfred Weber (1868-1958), économiste et sociologue, frère du précédent ;
- Erich Zeigner (1866-1949), juriste, homme politique, ministre-président du land de Saxe en 1923 ;
- Willi Münzenberg (1889-1940), militant communiste, cadre du Komintern, résistant au nazisme ;
- Johanna Engel (1889-1941), peintre et pianiste allemande ;
- Werner Wächter (1902-1945), homme politique, membre du NSDAP ;
- Reinhard Gehlen (1902-1979), général de la Wehrmacht, chef et fondateur du BND, service de renseignement de l'Allemagne de l'Ouest ;
- Margaretha Reichardt (1907-1984), tisserande, née et décédée à Erfurt, elle y a dirigé l'atelier de tissage Handweberei Grete Reichardt ;
- Herbert Barth (1910-1998), musicologue, spécialiste de Richard Wagner ;
- Siegfried Vollrath (1928-2018), ancien footballeur et entraîneur est-allemand ;
- Wolfgang Scheidel (1943- ), ancien lugeur est-allemand ;
- Sabine Busch (1962- ), ancienne athlète est-allemande ;
- Marion Walsmann (1963- ), femme politique (CDU) ;
- Maik Landsmann (1967- ), coureur cycliste est-allemand ;
- Katrin Apel (1973- ), biathlète ;
- Alexander Beyer (1973- ), acteur de cinéma ;
- Daniela Anschütz-Thoms (1974- ), patineuse de vitesse ;
- Daniel Becke (1978- ), coureur cycliste ;
- René Wolff (1978- ), coureur cycliste ;
- Anja Schneiderheinze (1978- ), bobeuse ;
- Stephan Schreck (1978- ), coureur cycliste ;
- Silvio Smalun (1979- ), patineur artistique ;
- Yvonne Catterfeld (1979- ), actrice et chanteuse ;
- Stefan Lindemann (1980- ), patineur artistique ;
- Clueso (1980- ), chanteur de rap ;
- Clemens Fritz (1980- ), footballeur professionnel ;
- Elisabeth Pähtz, (1985- ), joueuse d'échecs, grand maître international ;
- Patrick Gretsch (1987- ), coureur cycliste ;
- Stephanie Beckert (1988- ), patineuse de vitesse ;
- Kevin Möhwald (1993-), footballeur professionnel.

### Morts à Erfurt
- Barthélemy Arnoldi (v. 1465-1532), moine et philosophe ;
- Michael Altenburg (1584-1640), théologien protestant et compositeur ;
- Richard Wetz (1875-1935), compositeur et chef d'orchestre ;
- Joachim Kaiser (1928-2010), musicologue ;

### Ayant un rapport avec Erfurt
- Basile Valentin (1565-1624), alchimiste ;
- Boniface de Mayence (v. 680-754), saint et martyr chrétien d'origine anglaise, fondateur de l'évêché d'Erfurt ;
- Martin Luther (1483-1546), réformateur protestant, a étudié à Erfurt.

## Jumelages
Erfurt est jumelée avec les villes suivantes :
- Győr (Hongrie) depuis 1971
- Vilnius (Lituanie) depuis 1972
- Kalisz (Pologne) depuis 1982
- Mayence (Allemagne) depuis 1988
- Lille (France) depuis 1991
- Shawnee (États-Unis) depuis 1993
- San Miguel de Tucumán (Argentine) depuis 1993
- Lovetch (Bulgarie) depuis 1996
- Haïfa (Israël) depuis 2000
- Xuzhou (Chine) depuis 2005

Un accord de partenariat existe avec
- Kati (Mali) depuis 2011[15].

## Galerie

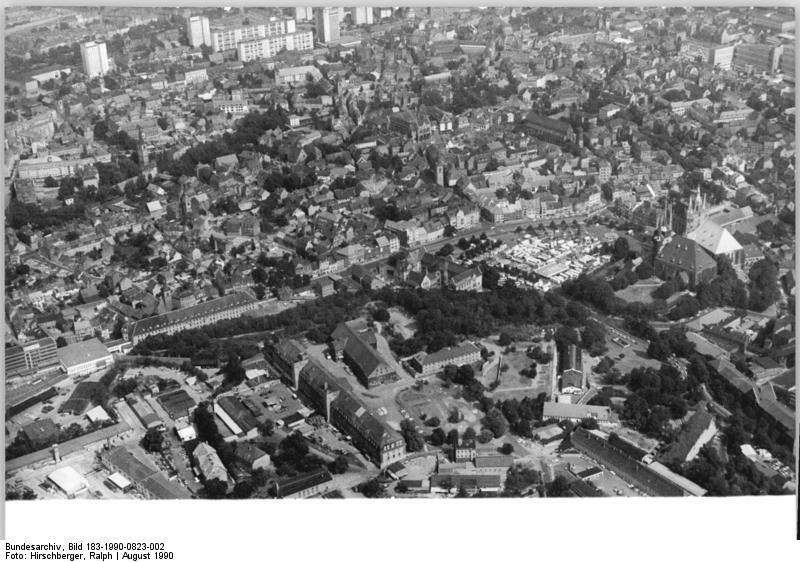
Vue aérienne d'Erfurt en 1990.
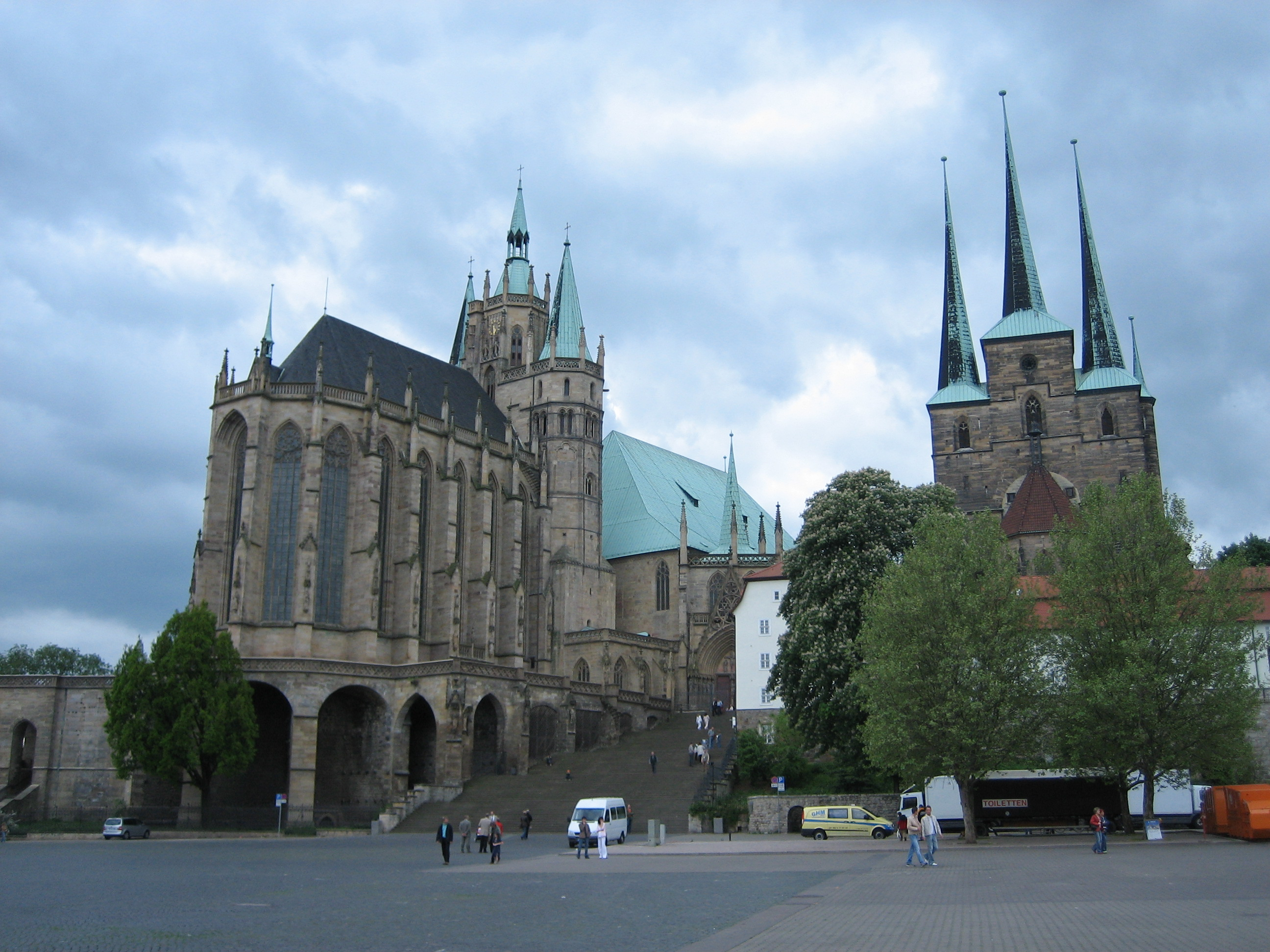
Cathédrale et église Saint-Sévère.
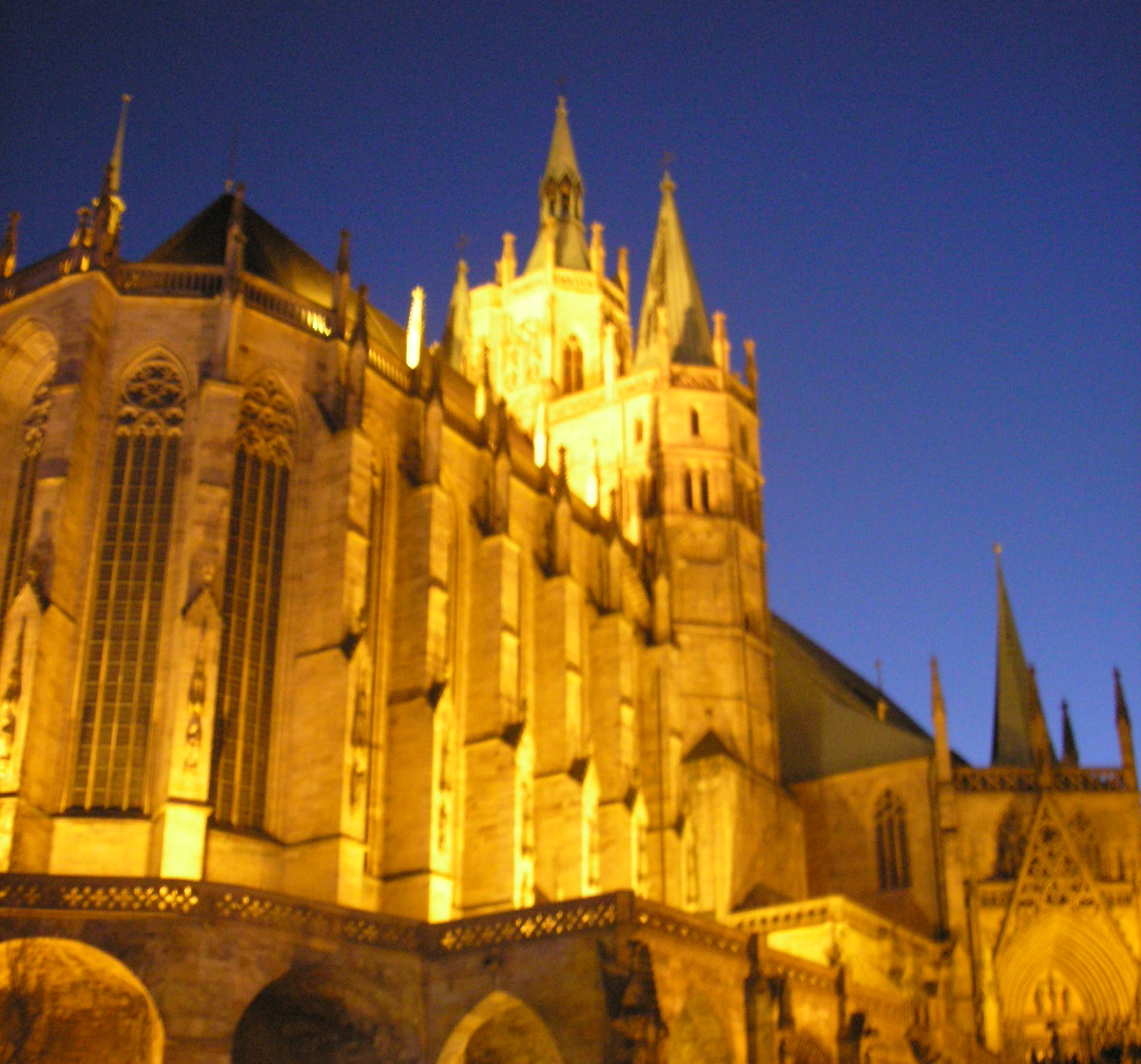
Chevet de la cathédrale.
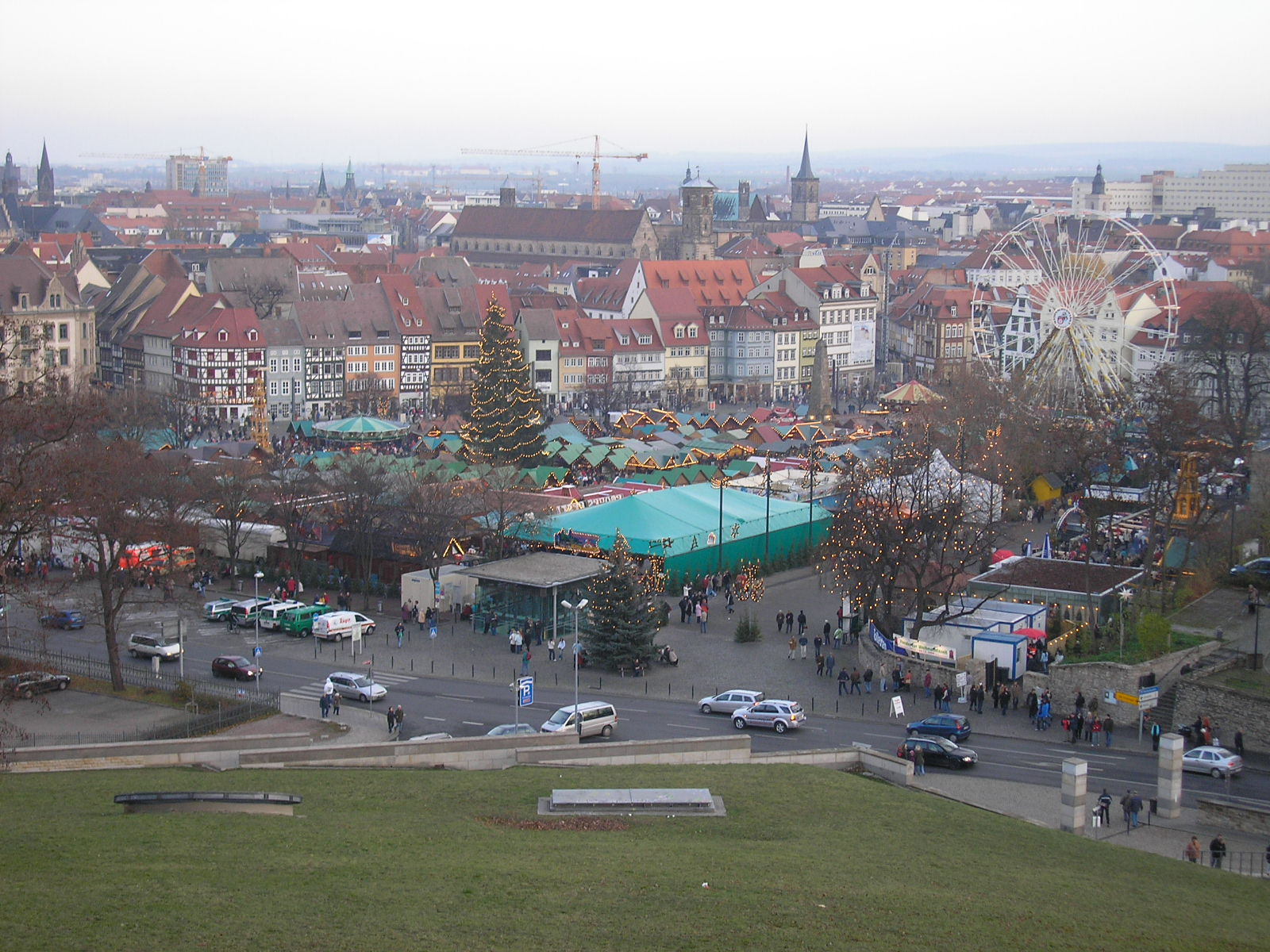
Marché de Noël 2006.

## Source
- (de) Cet article est partiellement ou en totalité issu de l’article de Wikipédia en allemand intitulé « Erfurt » (voir la liste des auteurs).